# Samantha Stosur
Samantha Jane Stosur, detta Sam (Brisbane, 30 marzo 1984), è un'ex tennista australiana.
In carriera si è aggiudicata nove titoli WTA in singolare, tra cui gli US Open del 2011 battendo in finale Serena Williams e raggiungendo, nello stesso anno, la quarta posizione della classifica mondiale. Nei tornei del Grande Slam vanta inoltre la finale raggiunta al Roland Garros nel 2010 (battuta poi da Francesca Schiavone).
Prima di ottenere grandi risultati in singolare è stata anche un'ottima doppista diventando numero uno del mondo in doppio nel febbraio del 2006, specialità nella quale insieme alla statunitense Lisa Raymond ha vinto in tutto ventisei tornei WTA tra cui sei tornei del Grande Slam (tra doppio e doppio misto) e il Masters di fine anno nel 2005 e nel 2006.

## Biografia
Samantha Stosur è nata a Brisbane, figlia di Tony e Diana; ha due fratelli, Dominic e Daniel. Ha origini polacche. Quando aveva sei anni la casa e l'impresa familiare a Gold Coast vennero distrutte da un diluvio: la famiglia si trasferì ad Adelaide. Proprio qui, all'età di otto anni, scoprì la passione per il tennis: l'esperienza nacque proprio quando nel Natale di quell'anno le fu regalata una racchetta. Samantha si allenava con il fratello Daniel, che ha poi convinto i suoi genitori a farle frequentare lezioni di tennis.

## Carriera tennistica

### Esordi
Inizia a giocare nel circuito Juniores nel 1997, raggiungendo la decima posizione mondiale nel doppio e la ventisettesima nel singolare. Nel 1999 la Stosur comincia la carriera professionistica praticando lo sport nel circuito ITF. Ha debuttato nel circuito WTA nel 2000, perdendo al primo turno di qualificazione degli Australian Open. Nel 2001 vince i primi quattro titoli della sua carriera nel circuito ITF. Nel 2002 esce al primo turno del Thalgo Australian Women's Hardcourts di Gold Coast.
Nel 2003 la tennista vince il primo incontro in carriera in un circuito WTA, raggiungendo il terzo turno degli Australian Open. Qui perde contro la nº7 del tabellone, Daniela Hantuchová. Si qualifica anche per il torneo di Memphis, dove non riesce a vincere il primo incontro con Alexandra Stevenson.
Nel 2004 raggiunge le semifinali del Mondial Thalgo Australian Women's Hardcourts, ma perde in tre set contro Ai Sugiyama con il punteggio di 7–5, 3–6, 6–3. Nelle settimane successive raggiunge il secondo turno del torneo WTA di Hobart, l'allora Tasmanian International, e il secondo turno degli Australian Open. Si qualifica poi per i tornei WTA di Acapulco, Indian Wells, Vienna e Birmingham. Partecipa ai Giochi della XXVIII Olimpiade, uscendo al primo turno sia nel singolare che nel doppio in coppia con Nicole Pratt. Continua a partecipare ai turni di qualificazione di molti tornei WTA, qualificandosi in due occasioni. La prima al Japan Open Tennis Championships, dove esce al secondo turno contro Marija Šarapova, la seconda al Commonwealth Bank Tennis Classic; anche in questa occasione si fermerà al secondo turno. Nella parte conclusiva della stagione raggiunge in doppio la finale del Bell Challenge in coppia con Els Callens, ma le due vengono sconfitte con il punteggio di 7–5, 7–5 da Carly Gullickson e María Emilia Salerni.

### 2005 - Primi titoli Slam in doppio
Samantha Stosur inizia la stagione 2005 raggiungendo la finale nel primo torneo dell'anno, il Mondial Australian Women's Hardcourts di Gold Coast, venendo sconfitta in tre set dalla svizzera Patty Schnyder con il punteggio di 1–6, 6–3, 7–5. Riesce ad arrivare alla finale del Medibank International di Sydney: dopo avere superato grazie a due walkover l'allora nº1 del mondo Lindsay Davenport e, in semifinale, Elena Dement'eva. Si arrende nuovamente a un passo dal titolo venendo sconfitta da Alicia Molik con il punteggio di 6(5)–7, 6–4, 7–5. Nello stesso torneo vince il suo primo torneo nel circuito WTA in doppio, in coppia con la connazionale Bryanne Stewart. Agli Australian Open verrà eliminata al primo turno dalla nº2 del mondo, Amélie Mauresmo, ma vincerà il titolo nel doppio misto in coppia con Scott Draper.
A luglio forma un buon team di doppio insieme all'americana Lisa Raymond; la coppia vincerà sette titoli WTA prima della fine della stagione, includendo gli US Open, la Kremlin Cup e il WTA Tour Championships. Samantha Stosur chiude la stagione alla 46ª posizione in singolare e alla 2ª in doppio.

### 2006 - Numero uno del mondo in doppio

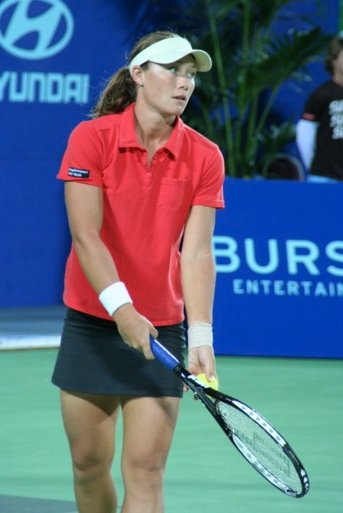
Samantha Stosur durante la Hopman Cup 2006 a Perth

Nella stagione del WTA Tour 2006 la Stosur e Todd Reid hanno rappresentato l'Australia alla Hopman Cup vincendo tutte le partite. La Stosur ha perso al primo turno a Sydney contro la ceca Nicole Vaidišová. Agli Australian Open esce al quarto turno contro Martina Hingis. Raggiunge in coppia con Lisa Raymond la finale nel doppio, ma perde. Dopo la sconfitta in doppio agli Australian Open la coppia Raymond-Stosur vincerà diciotto partite consecutive, vincendo i titoli a Tokyo, Indian Wells e Miami. Vincono anche la Family Circle Cup, il Roland Garros e, per il secondo anno consecutivo, il WTA Tour Championships.
Il 28 agosto Samantha Stosur raggiunge la posizione più alta della sua carriera fino ad allora in singolare, la nº30, dopo avere raggiunto le semifinali a New Haven, dove viene sconfitta da Lindsay Davenport. Chiude l'anno vincendo il WTA Tour Championships in doppio, chiudendo così la stagione alla posizione nº1 nella specialità preferita e alla nº29 in singolare. La coppia Raymond-Stosur viene nuovamente premiata sia come ITF World Champion che come Doubles Team of the Year.

### 2007
La coppia Raymond-Stosur si conferma nuovamente campionessa ai tornei WTA di Tokyo, Indian Wells e Miami. La coppia conquisterà poi anche il titolo del Qatar Telecom German Open di Berlino. In singolare la Stosur si qualifica per i tornei di Gold Coast, Tokyo e Memphis: in tutte e tre le occasioni uscirà ai quarti di finale. Agli Internazionali BNL d'Italia ha eliminato al primo turno la nº1 del tabellone, Amélie Mauresmo, ma esce di scene nel turno successivo, dove si arrende a Patty Schnyder.
Dopo gli Open di Francia Samantha ha iniziato a manifestare i sintomi di quella che dopo pochi mesi le sarebbe stata diagnosticata come malattia di Lyme, trasmessa dal morso delle zecche. Dall'evento la sua forma crollerà per tempo. Perde al secondo turno a Wimbledon e al primo turno degli US Open, dove rappresenta la nº29 del tabellone. Nel 2007 la tennista non parteciperà più a nessun altro torneo, chiudendo così la stagione alla nº46 in singolare e alla nº5 in doppio.

### 2008
La Stosur torna a giocare nel circuito ITF due tornei prima di partecipare agli Internazionali d'Italia 2008 a maggio, dove verrà eliminata al secondo turno da Venus Williams. Il torneo ha visto anche il ritorno della coppia Raymond-Stosur, che esce al secondo turno. Meno di un mese dopo la coppia verrà sconfitta nuovamente al secondo turno del Roland Garros: nello stesso torneo la Stosur arriva al secondo turno in singolare, sconfitta da Petra Kvitová.
La tennista a dimostrato un grande impegno a Wimbledon; in singolare esce al secondo turno, mentre in doppio perde la finale con la Raymond contro Venus e Serena Williams. Infine vince il titolo in doppio misto insieme a Bob Bryan. Ai Giochi della XXIX Olimpiade Samantha Stosur viene eliminata nel secondo turno da Serena Williams. Anche in doppio, con la compagna Rennae Stubbs, viene eliminata al secondo turno.

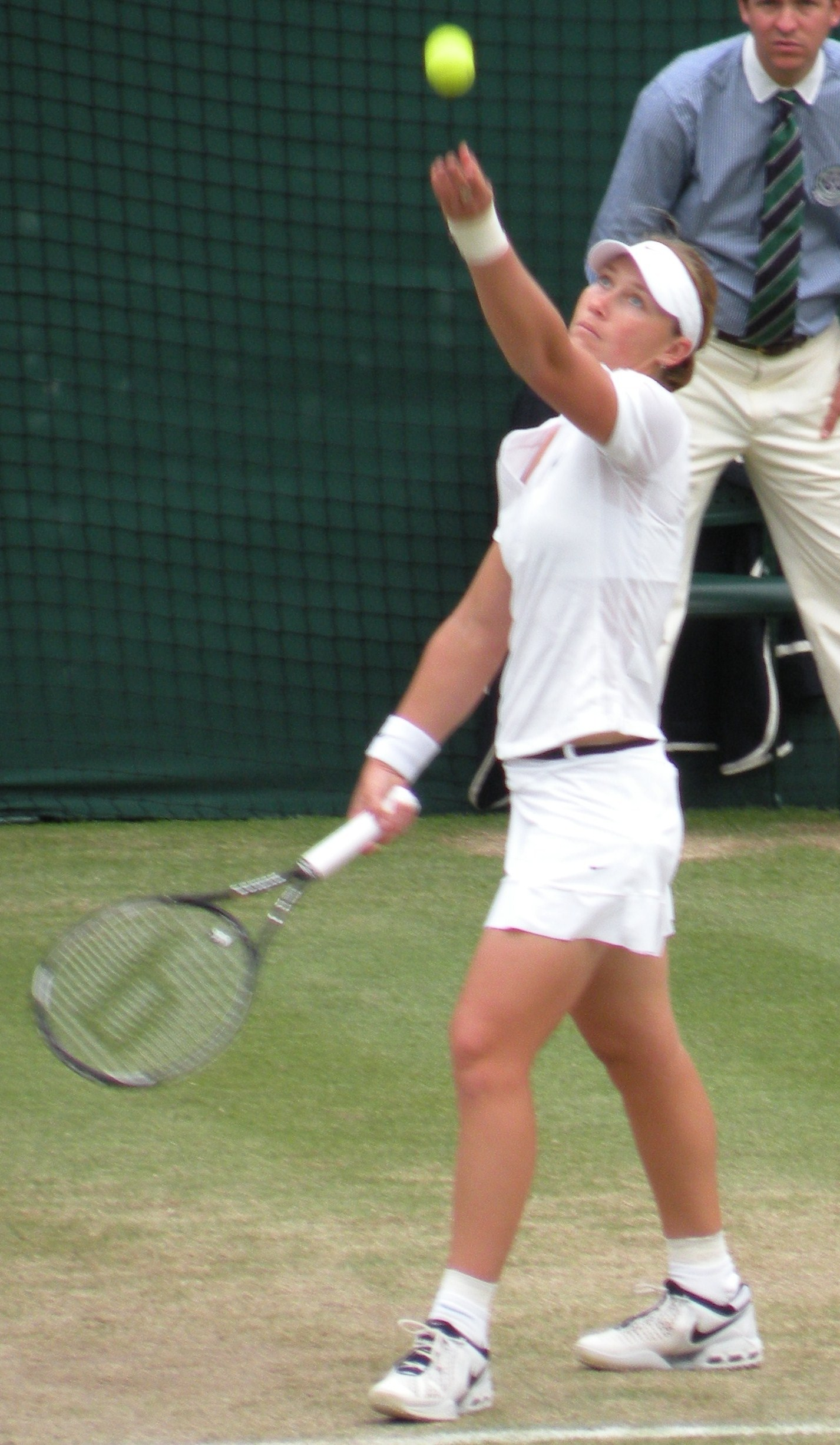
Sam Stosur nel 2008 a Wimbledon, Londra

Ancora una volta Samantha Stosur viene sconfitta da Serena Williams nel secondo turno degli US Open. Ancora una volta protagonista in doppio è la coppia Raymond–Stosur, che si arrende in finale contro Cara Black e Liezel Huber. Alla fine della stagione Samantha Stosur è scesa alla nº52 nel ranking WTA di singolare e alla nº14 in doppio.

### 2009
Nel suo primo torneo della stagione del WTA Tour 2009 Samantha Stosur perde contro Lucie Šafářová al secondo turno del Brisban International. Al Medibank International viene sconfitta dalla testa di serie nº1, Serena Williams, al primo turno con il punteggio di 6–3, 6–7, 7–5. In coppia con Rennae Stubbs, teste di serie nº4, viene sconfitta al primo turno del torneo. Agli Australian Open esce al terzo turno in singolare contro la nº4 del tabellone, Elena Dement'eva, mentre in doppio, ancora in coppia con la Stubbs, viene sconfitta sempre al terzo turno dalle sorelle Williams.
Nella Fed Cup la Stosur vince quattro match contro vari avversari della Corea del Sud, della Thailandia e del Taipei Cinese. Il team australiano, che includeava anche Casey Dellacqua e Jelena Dokić, avanza fino ai World Group II Play-offs, vincendo tutti i dodici incontri. Al Dubai Tennis Championships Samantha viene sconfitta da Zheng Jie al secondo turno. Insieme alla Stubbs raggiunge la semifinale in doppio, perdendo da Cara Black e Liezel Huber, 4–6, 4–6.
A Indian Wells viene eliminata al secondo turno da Agnieszka Radwańska con il punteggio 6–3, 3–6, 5–7. In doppio la Stosur cede a Vera Zvonarëva e Viktoryja Azaranka con il punteggio 2–6, 6–3, [7–10]. Ai Sony Ericsson Open di Miami la Stosur sconfigge la testa di serie nº2 Dinara Safina, 6–1, 6–4; se la Safina avesse vinto quel match sarebbe diventata la nuova nº1 della classifica WTA. Samantha Stosur viene sconfitta nei quarti di finale da Vika Azarenka per 1–6, 0–6. In doppio raggiunge i quarti in coppia con la Stubbs. Alla fine del torneo sale di ben dodici posizioni in classifica, diventando la nº31 del ranking.
Il 25 e il 26 aprile si disputano i play-off di Fed Cup contro la Svizzera: Samantha vince il match inaugurale e consegnerà nel terzo incontro la vittoria al team australiano, dopo una dura battaglia vinta al terzo set, migliorando così il record in singolare della stagione 2009 di Fed Cup, per sei vittorie e nessuna sconfitta. Con questo risultato il team australiano dal 2010 farà parte del World Group II.
Nella stagione sulla terra rossa la Stosur viene eliminata al primo turno degli Internazionali BNL d'Italia dalla qualificata Jaroslava Švedova e viene sconfitta allo stesso turno anche in doppio. Successivamente prende parte ai Masters di Madrid, eliminando al primo turno la favorita nº10 del seeding Agnieszka Radwańska, ma perdendo al secondo contro Anna Čakvetadze. In doppio Stosur e Stubbs raggiungono la semifinale, ma vengono sconfitte da Cara Black e Liezel Huber.

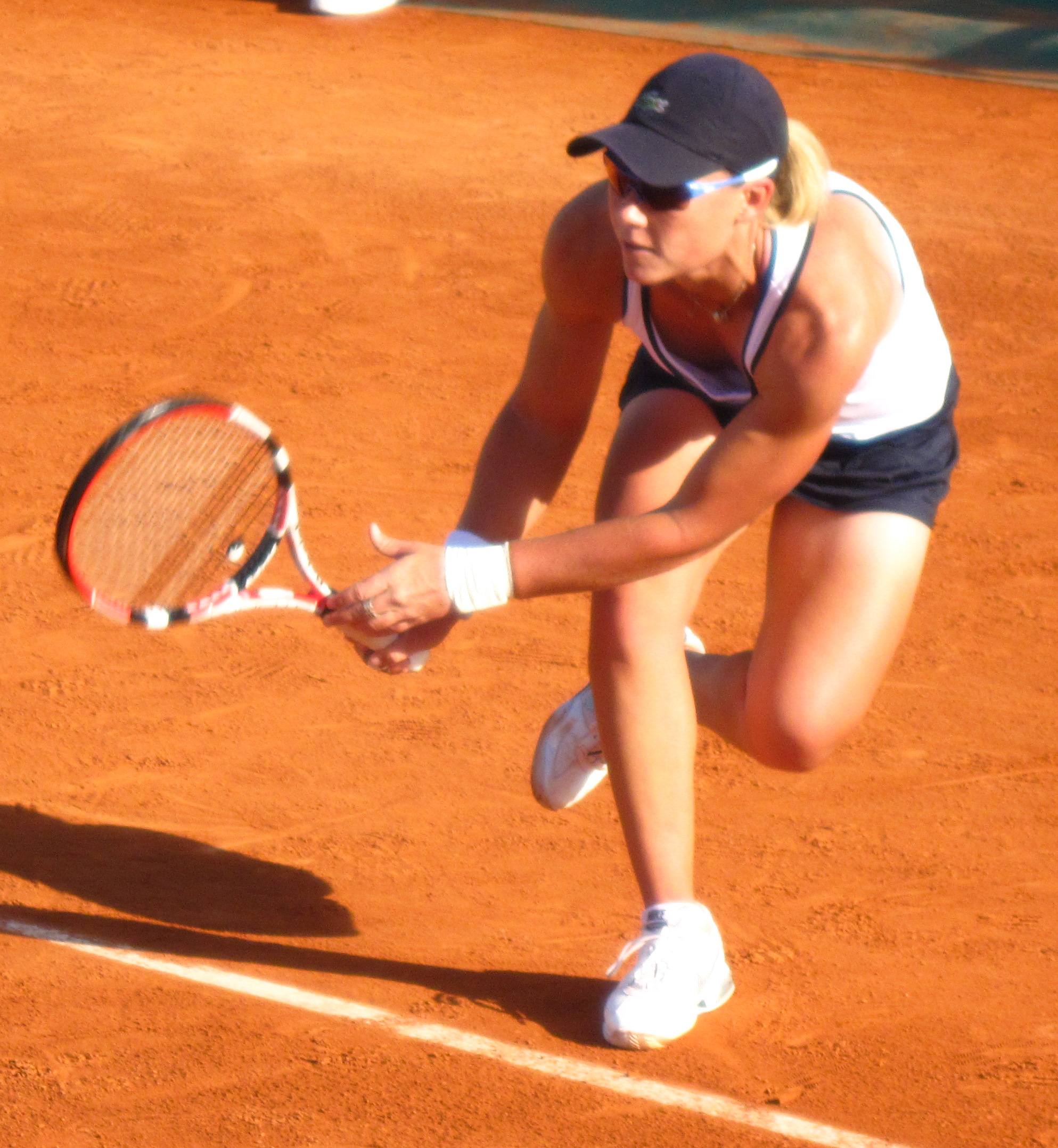
Samantha Stosur nel 2009 al Roland Garros, Parigi

Al Roland Garros Stosur e Stubbs escono al terzo turno, perdendo contro la coppia nº16 del tabellone formata da Yan Zi con Zheng Jie. In singolare elimina al primo turno Francesca Schiavone per 6–4, 6–2 e Yanina Wickmayer al secondo turno. Al terzo incontra la favorita nº4 del tabellone Elena Dement'eva: la elimina con il punteggio di 6–3, 4–6, 6–1. Negli ottavi sconfigge Virginie Razzano e nei quarti Sorana Cîrstea, assicurandosi un posto in semifinale; proprio perdendo questo match perde anche la sua prima semifinale in una prova dello Slam contro la futura vincitrice Svetlana Kuznecova. Con questo risultato Samantha Stosur entra a fare parte della top 20 del ranking WTA per la prima volta in carriera.
La Stosur inizia la stagione sull'erba partecipando all'AEGON International. Viene eliminata al secondo turno dalla futura campionessa Caroline Wozniacki. Dopo avere battuto la coppia nº1 del mondo con la compagna Stubbs perde la finale contro Ai Sugiyama e Akgul Amanmuradova. Al Torneo di Wimbledon è la testa di serie nº18 in singolare, specialità in cui verrà sconfitta al terzo turno (miglior risultato in carriera della tennista sull'erba dell'All England Club), mentre in doppio si presenta con la Stubbs (coppia nº3 del seeding). Nel torneo di doppio raggiunge per la seconda volta consecutiva la finale, ma come in precedenza non avrà la meglio: perderà contro le sorelle Williams. La Stosur deve anche difendere il titolo di doppio misto insieme a Bob Bryan, ma viene sconfitta nei quarti di finale.
Samantha partecipa al Bank of the West Classic, dove raggiunge la semifinale, ma viene sconfitta dalla nº9 del tabellone Marion Bartoli. Successivamente partecipa all'LA Women's Tennis Championships, dove raggiunge la finale, ma viene sconfitta da Flavia Pennetta per 4–6, 3–6. Due settimane dopo è impegnata nel torneo della Rogers Cup, che quest'anno si svolge a Toronto, dove insieme alla compagna Stubbs raggiunge la finale dopo avere sconfitto in semifinale la coppia nº1 del mondo. Perdono anche in questa occasione per undici punti a nove in favore delle loro avversarie al super tie-break del terzo set.
Con questo risultato Samantha migliora ulteriormente il suo best-ranking, diventando la nº15 del mondo giusto in tempo per gli US Open, dove la sua posizione in classifica corrisponde al numero della sua testa di serie. Nel torneo di singolare viene eliminata dalla statunitense Vania King nel secondo turno. Nel torneo di doppio partecipa con la Stubbs e raggiunge la semifinale senza perdere un set. La coppia si arrende alle nº1 del mondo, Cara Black e Liezel Huber, per 7–5, 3–6, 1–6. Perde nel secondo turno del Toray Pan Pacific Open contro Marija Šarapova. È la testa di serie nº15 ai China Open, ma viene sconfitta subito da Alizé Cornet.
In seguito prende parte al torneo di Osaka, dove raggiunge la finale e vince il primo titolo WTA in singolare della sua carriera, battendo nell'ultima sfida la milanese Francesca Schiavone per 7–5, 6–1 in un'ora. Si qualifica sia per il Commonwealth Bank Tournament of Champions in singolare e per il WTA Tour Championships in coppia con l'amica Stubbs. Nella prima occasione viene eliminata nel round robin, mentre viene eliminata in semifinale nella seconda dalle nº1 del mondo. Chiude questa stagione come nº13 in singolare e nº8 in doppio.

### 2010 - Prima finale Slam
Dopo i successi ottenuti nella stagione precedente la Stosur decide di concentrarsi principalmente in singolare e partecipare di meno nei tornei anche in doppio. La storia della coppia formata con Rennae Stubbs termina e la sua nuova compagna è Nadia Petrova; nella specialità gareggierà solo nelle prove dello Slam e a Doha. Insieme a Lleyton Hewitt Samantha Stosur rappresenta l'Australia alla Hopman Cup. La coppia nº1 del tabellone si ferma nel round robin. Successivamente partecipa al torneo in preparazione agli Australian Open, il Medibank International. Samantha si arrende a Flavia Pennetta per 3–6, 1–6, nel primo turno.
Agli Australian Open è la testa di serie nº13. Perderà contro la nº1 del mondo e detentrice del titolo Serena Williams negli ottavi di finale. Dopo la sua prestazione nel torneo di casa raggiunge la posizione nº11 in classifica. In doppio, con la nuova compagna, si arrende a Vera Duševina e Anastasija Rodionova nel primo turno. Successivamente va a Adelaide per rappresentare l'Australia in Fed Cup contro la Spagna. Vince entrambi i match di singolare e trionfa in doppio con l'ex compagna Rennae Stubbs. Il punteggio finale sarà di 3–2 in favore del team australiano.
Il torneo successivo è il Dubai Tennis Championships, dove partecipa come nº9 del seeding. Verrà sconfitta al primo turno da Tathiana Garbin. Arriva fino in semifinale nel torneo di doppio insieme alla compagna Petrova (coppia nº4 del tabellone). Nel BNP Paribas Open partecipa come testa di serie nº8, ricevendo un bye per il secondo turno. Nei quarti di finale sconfigge Vera Zvonarëva, raggiungendo per la prima volta in carriera la semifinale nel torneo e in un Mandatory: qui perde contro la futura campionessa Jelena Janković con il punteggio di 2–6, 4–6, realizzando quarantasette errori gratuiti. In doppio raggiunge la finale, perdendo contro coppia formata da Květa Peschke e Katarina Srebotnik per 4–6, 6–2, [5–10].

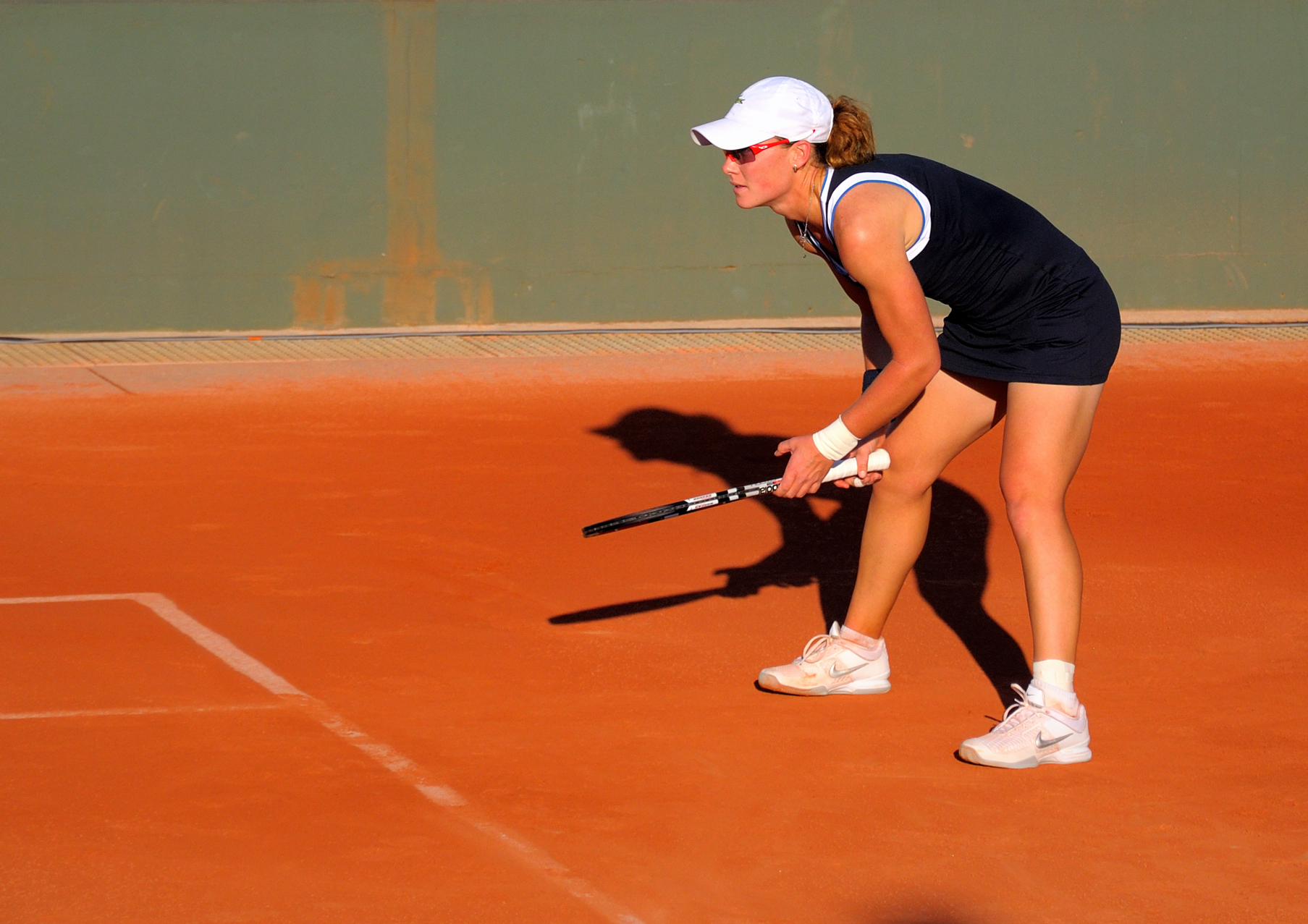
Samantha Stosur impegnata nel match di primo turno del Roland Garros nel 2010 a Parigi

Dopo la buona prestazione del torneo raggiunge la posizione nº10 in classifica, diventando una delle uniche tre tenniste australiane a spingersi in top ten, dopo Jelena Dokić (nº4 nel 2002) e Alicia Molik (nº8 nel 2005). Nel torneo di singolare dei Sony Ericsson Open si presenta come testa serie nº9. Raggiunge i quarti, difendendo i punti accumulati l'anno precedente. Perde con il punteggio di 3–6, 5–7 contro la futura campionessa Kim Clijsters. Ottiene un ottimo risultato in doppio, dove raggiunge la finale, ma come nel torneo precedente perde contro Gisela Dulko e Flavia Pennetta per dieci punti a sette al super tie-break del terzo set.
Samantha Stosur ha iniziato la sua stagione sulla terra partecipando alla 38ª edizione della Family Circle Cup come nº4 del seeding. In finale sconfigge la Zvonarëva per 6–0, 6–3, confermandosi per la quinta volta consecutiva vittoriosa in un incontro con la russa. Vince così il secondo titolo della sua carriera nel circuito principale, che la fa tornare anche alla posizione nº10 in classifica. La Stosur rimane ancora oggi la prima e l'unica tennista australiana ad avere vinto questo torneo.
Poi la Stosur viene convocata per affrontare gli spareggi di Fed Cup per una possibile partecipazione nel World Group l'anno successivo. Dopo il primo giorno il team australiano guida il parziale 2–0. Questo risultato è stato raggiunto grazie a una vittoria della Stosur su Marija Korytceva per 6–3, 6–0 e per una seconda vittoria di Anastasija Rodionova. La tennista assicura in seguito la vittoria e la promozione al suo team grazie ad una vittoria su Ljudmyla Kičenok. Il punteggio finale è di 5–0 in favore del team australiano, che giocherà il match dell'edizione successiva della coppa contro il team italiano, testa di serie nº1. A Stoccarda ottiene un ottimo risultato: si arrende solo alla nº1 Henin in finale per 4–6, 6–2, 1–6. Dopo l'ulteriore risultato perfeziona nuovamente il suo best-ranking, salendo fino alla posizione nº8.
Dopo non avere partecipato ai Masters di Roma per problemi dovuti alla stanchezza prende parte al torneo di Madrid: la sua competizione in singolare termina nei quarti, dove perde contro Venus Williams con un doppio 3–6. Con questa prestazione sale di una posizione in classifica (nº7). In doppio, con la compagna Petrova, perde nel secondo turno.
Prossima all'inizio al Roland Garros la tennista viene indicata come tra le favorite alla vittoria, tanto che l'anno precedente aveva raggiunto la semifinale nel torneo e in questa stagione il suo record sulla terra fino a questo momento è di quattordici vittorie e di sole due sconfitte. Testa di serie nº7, si trova nello stesso quarto della Henin, di Serena Williams e di Marija Šarapova. Prima di ritornare a essere dopo lungo tempo la prima tennista australiana ad affrontare una finale Slam sconfigge quattro giocatrici che sono state nº1 del mondo e altre grandi favorite al titolo: la Henin negli ottavi per 2–6, 6–1, 6–4; Serena Williams dopo una lunga sfida nei quarti finita 8–6 al terzo set; Jelena Janković in semifinale per 6–1, 6–2. In finale si arrende alla milanese e testa di serie nº17 Francesca Schiavone in un'ora e 48 minuti. In doppio con la Petrova esce al terzo turno.
Ormai Wimbledon è alle porte e la Stosur decide, la settimana precedente al torneo, di partecipare all'AEGON International. In semifinale viene sconfitta dalla futura campionessa Ekaterina Makarova. Con questa prestazione ottiene un nuovo best-ranking: diventa infatti la nuova nº6 del mondo. A Wimbledon partecipa come testa di serie nº6, perdendo subito contro Kaia Kanepi con il punteggio di 4–6, 4–6. Intanto anche la Schiavone, neo-vincitrice del Roland Garros, perde al primo turno: Stosur e Schiavone diventano così le prime due tenniste a essere arrivate entrambe in finale a Parigi e a perdere il match di primo turno al Torneo di Wimbledon.
Anche qui, in coppia con Nadia Petrova, come al Roland Garros esce al terzo turno. Partecipa anche alla prova di doppio misto con Nenad Zimonjić, come nº1 del seeding. Perdono nei quarti dalla coppia belga formata da Xavier Malisse e Kim Clijsters. Pur non vincendo alcun match di singolare, grazie all'assenza di Elena Dement'eva per una lesione, che l'anno precedente era arrivata in semifinale, ottiene un nuovo risultato, diventando la nº5 delle classifiche mondiali. Successivamente raggiunge la semifinale nel torneo di Stanford, arrendendosi all'Azarenka per 2–6, 3–6. Poi la tennista prende parte al San Diego Open, arrivando nei quarti e perdendo contro Flavia Pennetta.
Per una lesione alla spalla non accetta l'invito per la partecipazione ai Cincinnati Masters e alla Rogers Cup. Dopo il tempo trascorso fuori dai campi a causa della lesione la tennista torna a prendere parte ai tornei WTA, partecipando al Pilot Pen Tennis. Esce nei quarti contro la compagna di doppio Petrova perdendo per 1–6, 2–6.
È testa di serie nº5 agli US Open ed esce nei quarti contro la futura campionessa e favorita nº2 del seeding Clijsters. Dopo essersi ritirata dal torneo dei Commonwealth Games 2010 senza nemmeno partecipare prende parte all'ultimo Mandatory dell'anno, il China Open, perdendo subito contro la qualificata Anastasija Sevastova. Il 6 ottobre arriva la qualificazione per la prima volta in carriera al WTA Tour Championhips. Infine partecipa all'ultimo torneo stagionale prima di prendere parte al Masters di fine anno. Esce nei quarti di finale degli HP Open contro la casalinga Date-Krumm, diventando la prima top ten WTA a perdere contro una tennista che supera i quarant'anni d'età.
Al WTA Tour Championships vince due partite su tre del round robin, qualificandosi per la semifinale, dove perderà contro la futura campionessa Kim Clijsters. Chiude l'anno come nº6 in singolare, a soli tre punti di differenza dalla nº5 Venus Williams (la Stosur infatti ha accumulato 4.982 punti nel corso della stagione, mentre la Williams 4.985). La Stosur è stata inoltre l'unica tennista che nel 2010 ha saputo battere entrambe le tenniste che si sono susseguite al vertice della classifica: Serena Williams e Caroline Wozniacki. Infine è stata la tennista con il maggior numero di punti vinti con seconde palle della stagione.

### 2011 - La vittoria agli U.S. Open e n°4 del mondo
Samantha Stosur inizia la stagione del 2011 partecipando al Brisbane International; esce al secondo turno contro la connazionale Jarmila Groth. Dopo il torneo di Brisbane partecipa al Medibank International, perdendo contro Svetlana Kuznecova al secondo turno. La tennista prende parte al torneo di casa, gli Australian Open, come testa di serie nº5. Esce al terzo turno ma, nonostante la sconfitta, raggiunge un nuovo best-ranking: è nº5 del mondo. Successivamente, raggiungendo i quarti nel torneo di Dubai, migliora definitivamente il proprio best-ranking, diventando la nº4 della classifica.
Non riesce a ottenere i successi ottenuti negli anni precedenti nei Matandory americani di marzo: nel primo caso, a Indian Wells, viene sconfitta nel terzo turno da Dinara Safina, mentre a Miami esce negli ottavi contro Marija Šarapova, sconfitta per 4–6, 1–6. Dopo Miami la Stosur partecipa alla Family Circle Cup fallendo il tentativo di difendere il titolo: esce infatti nel terzo turno, perdendo contro Elena Vesnina in due set. Si arrende a Julia Görges in semifinale del torneo di Stoccarda per 4–6, 6–3, 5–7. Per quanto riguarda il doppio insieme a Sabine Lisicki ha battuto in finale il team tedesco detentore del titolo, formato da Kristina Barrois e Jasmin Wöhr.
Poi partecipa al Mutua Madrileña Madrid Open, uscendo al terzo turno contro Anastasija Pavljučenkova. Dopo l'esperienza madrilena partecipa alla 68ª edizione del torneo degli Internazionali d'Italia. Dopo avere ricevuto un bye per il secondo turno nel singolare sconfigge Iveta Benešová. Successivamente batte in due set la qualificata Polona Hercog, ma una delle sfide più attese del torneo è proprio nei quarti di finale: qui la tennista australiana incontra la sua grande rivale Francesca Schiavone. Si sbarazza di lei in due semplici set per 6–2, 6–4. In semifinale sconfigge la favorita testa di serie nº4 Li Na e raggiunge la sua prima finale in un torneo Premier 5. Qui viene sconfitta dalla grande favorita alla vittoria del torneo, Marija Šarapova, con il punteggio di 2–6, 4–6.
Nel torneo di singolare del Roland Garros esce al terzo turno contro Gisela Dulko. Questa grave sconfitta la fa scendere fino alla posizione nº10 in classifica. Dopo la brutta esperienza di Parigi scende in campo nell'AEGON International, come nº7 del tabellone. Viene sconfitta in semifinale da Marion Bartoli. A Wimbledon soffre nel match di primo turno, perdendo con l'allora nº262 della classifica Melinda Czink. Nel doppio misto, in coppia con Mike Bryan, perde al primo turno. Nel doppio, invece, con la nuova compagna Lisicki nel secondo turno sconfigge le detentrici del titolo, Vania King e Jaroslava Švedova. La coppia raggiunge la finale, ma anche questa volta la Stosur non riesce nell'impresa di conquistare i Championships, perdendo la sua terza finale sull'erba di Londra.
Perde nel secondo turno del Bank of the West Classic contro la compagna di doppio per 3–6, 5–7. Tuttavia raggiunge la finale alla Rogers Cup, ma anche questa volta non riesce a ottenere il suo primo successo in un Premier 5: Serena Williams si impone in due set, dopo che la Stosur per guadagnarsi questa prestazione aveva sconfitto Li Na e Agnieszka Radwańska.
Ai Cincinnati Masters esce nei quarti di finale contro Marija Šarapova, futura campionessa del torneo dell'Ohio.
È arrivato il momento dell'ultima prova dello Slam dell'anno: ha inizio la 131ª edizione degli US Open e la tennista australiana si presenta come nº9 del tabellone. Nel primo turno sconfigge facilmente Sofia Arvidsson per 6–2, 6–3. Nel secondo turno batte l'americana Coco Vandeweghe per 6–3, 6–4. Nel terzo turno, con un match durato tre ore e 18 minuti, batte Nadia Petrova. Negli ottavi disputa il tie-break più lungo nella storia di qualsiasi Major, finito 17 punti a 15 in favore della sua avversaria Marija Kirilenko. Nei quarti batte piuttosto agevolmente la testa di serie nº2 Vera Zvonarëva per 6–3, 6–3, raggiungendo per la prima volta in carriera la semifinale nel torneo. Qui, trova Angelique Kerber, battuta in tre set, 6–3, 2–6, 6–2. Proprio nella sua seconda finale in una prova Slam sconfigge Serena Williams per 6–2, 6–3, vincendo così il primo titolo Major della sua carriera: era dal 1980, con Evonne Goolagong Cawley, che una tennista australiana non si imponeva in uno Slam.
Dopo avere sofferto e perso sia il secondo turno del Toray Pan Pacific Open che quello del China Open contro la russa Kirilenko raggiunge per la seconda volta in carriera la finale all'HP Open: dopo il successo del 2009 perde contro la Bartoli. Il 9 di ottobre si qualifica per il WTA Tour Championships. Qui per il secondo anno consecutivo raggiunge la semifinale, ma perde contro la futura campionessa Petra Kvitová. Ancora una volta chiude l'anno come nº6 in singolare, mentre in doppio come nº33 della classifica.

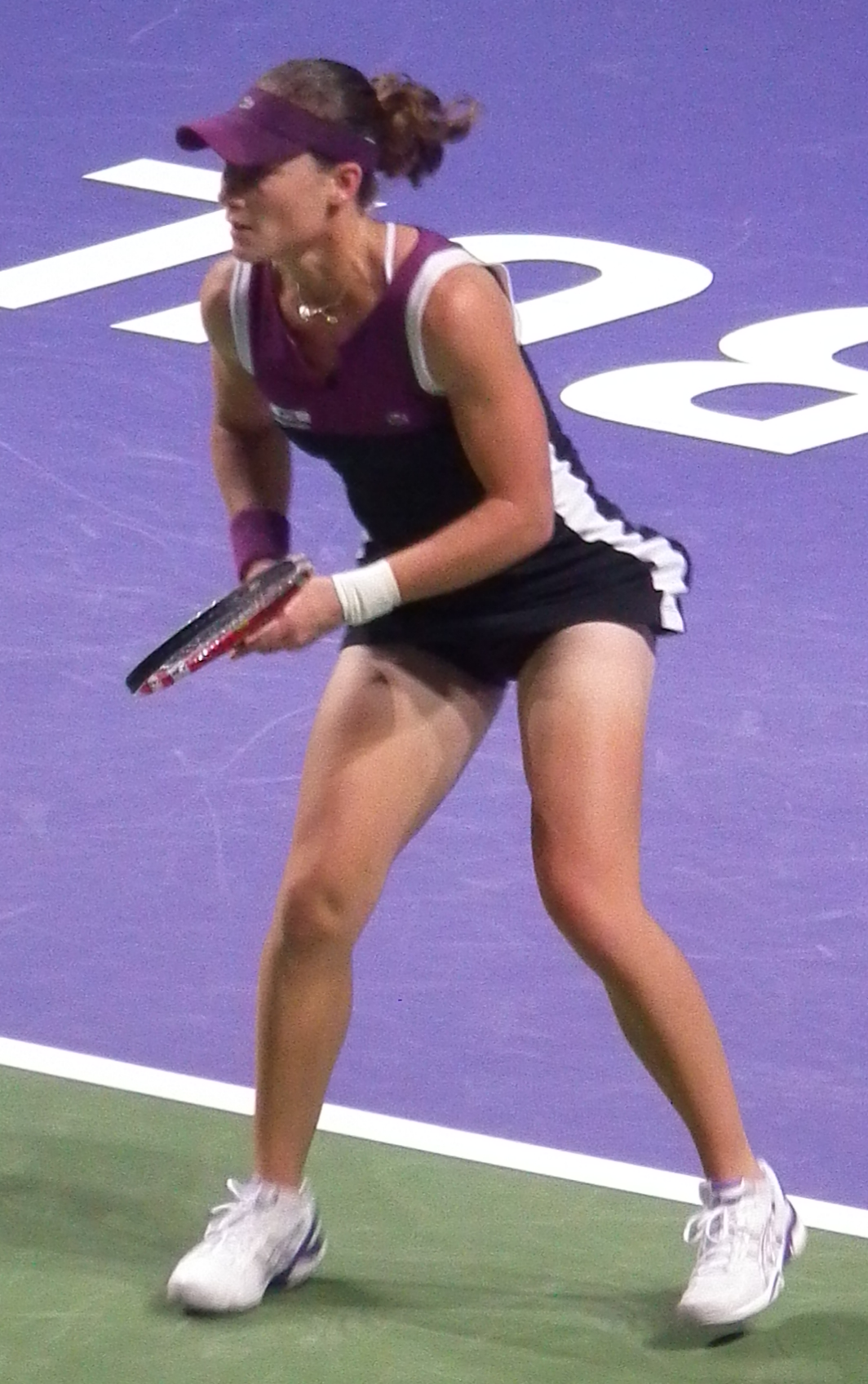
Samantha impegnata nel Masters di fine anno a Istanbul nel 2011

### 2012
Samantha Stosur inizia la stagione giocando nel Brisbane International: viene eliminata subito dalla Beneshova. Poi soffre e perde due volte al primo turno: il primo con Francesca Schiavone al Apia International Sydney, il secondo agli Australian Open, dove delude le aspettative e si arrende a Sorana Cîrstea per 6(2)–7, 3–6. La tennista dopo la dura sconfitta ha spiegato che anche lei non pensava di deludere le aspettative nel torneo di casa, soprattutto dopo avere vinto gli US Open nella stagione precedente. Dopo la brutta prestazione il ranking dell'australiana è rimasto invariato: Li Na infatti ha fallito il tentativo di riuscire a tornare in finale. Successivamente Stosur va in Svizzera per scontrarsi nei match di Fed Cup, che vede il team australiano prevalere 4–1 su quello europeo. La Stosur vince entrambi i suoi match di singolare.
Poi prende parte al torneo di Doha, dove arriva in finale, ma si arrende 6–1, 6–2 alla favorita nº1 Azarenka. Questa rappresenta la sesta sconfitta contro la bielorussa per la Stosur, che in sei match non è mai riuscita ad aggiudicarsi un set. Nella sua successiva partecipazione nella stagione del Medio Oriente prende parte al Dubai Tennis Championships, perdendo per il secondo anno consecutivo nel secondo turno.
Successivamente va negli Stati Uniti per affrontare i due Mandatory di marzo. A Indian Wells viene sconfitta nel terzo turno dalla Petrova in tre set, mentre a Miami esce contro Serena Williams, che si vendica della finale persa a Flushing Meadows per 5–7, 3–6. Alla Family Circle Cup arriva fino in semifinale, dove si arrende in due semplici set a Serena, dopo che nei quarti aveva sconfitto per la prima volta dopo i quattro precedenti incontri Venus. Se Samantha avesse vinto contro Serena sarebbe diventata l'ottava tennista a sconfiggere le due sorelle Williams in uno stesso torneo.
A Stoccarda viene sconfitta nei quarti dalla futura campionessa Marija Šarapova, dopo che nel secondo set aveva sprecato un match point. A Madrid perde al terzo turno contro la qualificata Lucie Hradecká. Il suo ultimo torneo prima della partecipazione agli Open di Francia sono gli Internazionali BNL d'Italia, dove fallisce il tentativo di tornare in finale, arrendendosi nel terzo turno a Venus Williams.
Agli Open di Francia arriva per la seconda volta in carriera in semifinale, dove trova Sara Errani e si arrende in tre set per 5–7, 6–1, 3–6. Dopo la prestazione ottenuta nel torneo, torna ad essere la nº 5 delle classifiche.
A Wimbledon esce al secondo turno contro l'olandese Arantxa Rus. La delusione sull'erba londinese si ripete dopo un mese: nel torneo olimpico di singolare viene sconfitta subito da Carla Suárez Navarro con il punteggio di 6–3, 5–7, 8–10; non va meglio anche il torneo di doppio, dove viene eliminata subito e tanto meno quello di misto, dove lei e Hewitt vengono eliminati nei quarti dalla coppia casalinga formata da Andy Murray e Laura Robson. Nei tornei in preparazione agli Open degli Stati Uniti perde al terzo turno nella Roger Cup e nei quarti a Cincinnati.

#### La sfida con Azarenka e la fine della stagione
Arriva finalmente il momento che gli occhi si puntino su di lei a distanza di un anno dal trionfo ottenuto agli US Open. È sicuramente una delle sfide più attese dell'anno: Samantha Stsour, detentrice del titolo di singolare a questa edizione degli Open degli Stati Uniti, dopo avere battuto tutte le sue avversarie si qualifica per i quarti di finale, dove trova una delle sue più grandi nemiche, la nº1 del mondo Viktoria Azarenka. I precedenti dicono tutto: sei vittorie per la bielorussa e nessuna per l'australiana, che non è neppure riuscita a vincere un set contro la sua avversaria.
Il match sembra prendere una brutta piega per la Stosur, che prima che si scateni un diluvio che interromperà per una mezz'ora l'incontro è già sotto 0–3 con due break. Ritornata in campo la situazione non sembra cambiare e infatti il primo set si conclude 6–1 per la sua avversaria. In apertura del secondo set riesce Stosur subito a togliere il servizio alla Azarenka, per subito restituire il break. Il match è stabile fino al 3–3 con l'Azarenka al servizio. La Stosur si procura una palla break e la sfrutta. È la palla che dà il risultato alla seconda partita: 6–4 in favore dell'australiana.
Il terzo set inizia con due break a vicenda, con il punteggio stabile fino al 6–6. Da notare è che la Stosur ha avuto una palla break per servire per il match nell'undicesimo game di questo set, ma proprio in quest'occasione la bielorussa ha trovato il suo primo ace dell'incontro. Il tie-break decisivo stava prendendo una brutta piega per l'australiana, sotto quattro punti a zero, quando recupera fino al tre a quattro. Perde il servizio un'ultima volta sul 5–5 e l'Azarenka si procura un match point che chiuderà l'incontro, durato quasi due ore e mezza.
Non essendo riuscita a difendere il titolo la Stsour scende alla posizione nº9 in classifica. Nel finale di stagione raggiunge per la prima volta la semifinale a Tokyo, ma perde contro la futura campionessa Nadia Petrova, dopo che nei quarti aveva eliminato e sconfitto per la seconda volta in carriera Marija Šarapova per 6–4, 7–6(10). A Pechino esce nel secondo turno contro la Görges.
Fallisce il tentativo di difendere la finale persa l'anno precedente al Japan Women's Open Tennis, uscendo in semifinale contro la Chang nel tie-break del set decisivo. Il 18 ottobre fa il suo esordio a Mosca battendo Alizé Cornet in un match durato oltre le due ore e trenta minuti, per 7–6(6), 7–5, annullando nel secondo set tre punti che avrebbero portato l'incontro al terzo set; con questa prestazione Samantha si aggiudica la vittoria nº400 in singolare. Raggiunge qui la finale perdendo contro Wozniacki per 2–6, 6–4, 5–7.
Partecipa al Masters di fine anno come prima riserva ed entra a fare parte del torneo grazie al ritiro della detentrice del titolo Kvitová, dopo che aveva perso contro Radwańzka in due set. Chiude male la stagione, perdendo contro Sara Errani in tre set (3–6, 6–2, 0–6) e contro Sharapova in due (0–6, 3–6), non riuscendo così a raggiungere la semifinale. Chiude l'anno con un bilancio di 44 vittorie e 24 sconfitte, che si rivela il peggiore anno in singolare da quando aveva scelto la specialità preferendola al doppio nel 2009. Scende alla nº9 in singolare e alla nº106 in doppio.

### 2013

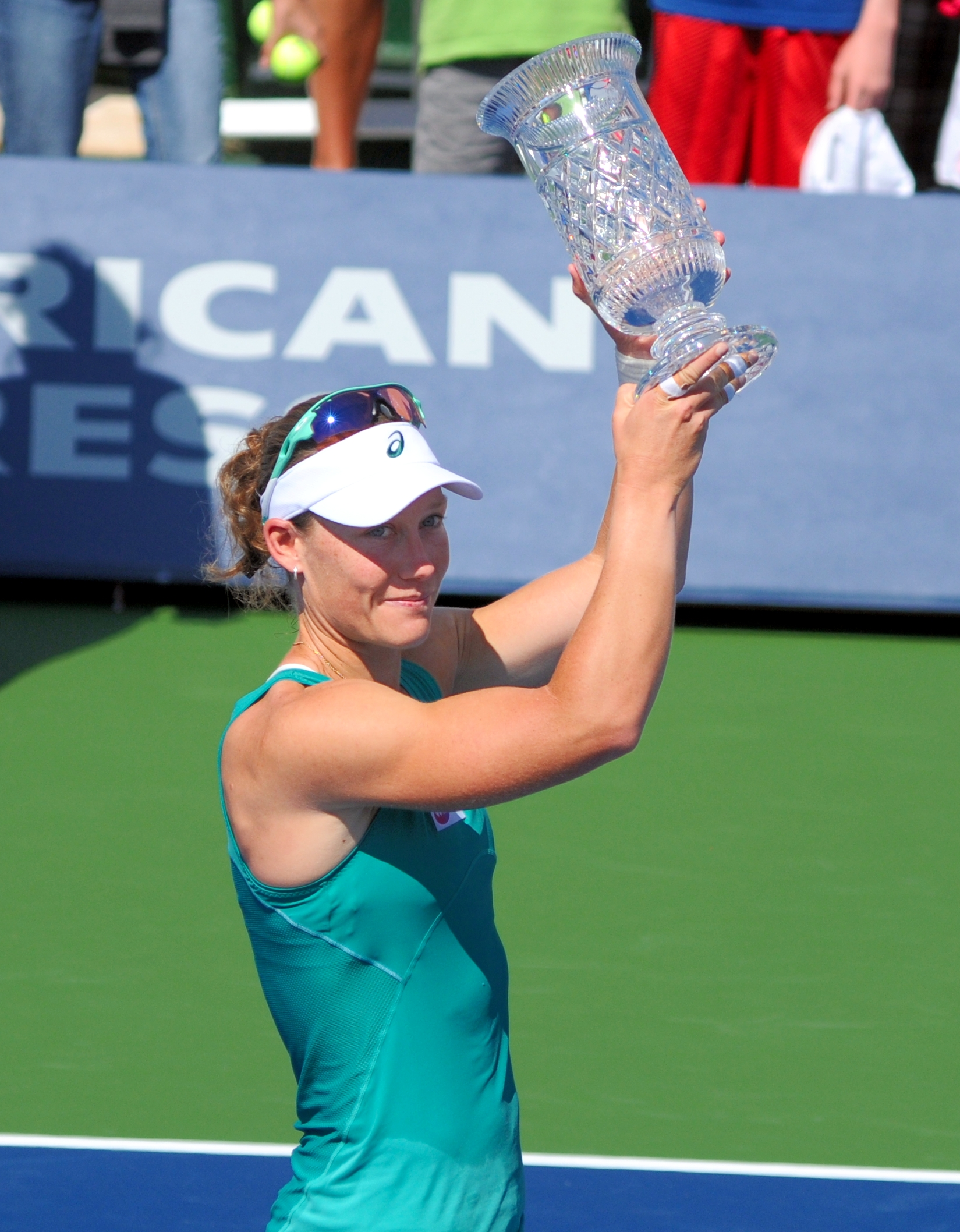
Samantha Stosur campionessa a Carlsbad 2013

La tennista australiana, scesa alla posizione nº 9 in classifica, inizia la stagione con un'amara sconfitta in due set nel torneo casalingo (il Brisbane International) contro Sofia Arvidsson per 6(4)–7, 5–7, il 31 dicembre. Viene sconfitta al primo turno anche a Sydney. Agli Australian Open non fa molto meglio dell'anno precedente, perché dopo aver superato al primo turno del torneo di singolare Chang Kai-chen in due set, si arrende per la seconda volta consecutiva alla cinese Zheng 4–6, 6–1, 5–7, dopo che nel terzo set l'australiana era stata avanti per 5–2.
Partecipa anche al torneo di doppio insieme a Julia Görges, ma viene sconfitta al secondo turno. Dopo la partecipazione al primo Slam dell'anno la sua classifica di singolare rimane invariata, mentre in doppio risale in top 100, alla posizione nº90. Nel secondo weekend di febbraio viene convocata per i quarti di finale di Fed Cup come singolarista. Perde il primo incontro contro Lucie Šafářová 6(6)–7, 6(4)–7. Nel secondo giorno regala il punto dell'accesso alla semifinale alla Repubblica Ceca, cedendo contro Petra Kvitová per 6–2, 6(3)–7, 4–6, dopo avere vanificato un match-point e una rimonta nel terzo set dal 5–0 della sua avversaria.
La settimana dopo, l'incontro di Fed Cup con la Repubblica Ceca, perso infine per 4–0, prende parte al Qatar Total Open di Doha, per difendere la finale in singolare. Usufruendo di un bye per il secondo turno in singolare trova, in successione, Monica Niculescu (battuta 6–4, 1–6, 6–3), Svetlana Kuznetsova (6–4, 7–5), prima di arrendersi alla nº3 del tabellone Marija Šarapova (2–6, 4–6). In doppio, invece, ricostituisce la coppia con Lisa Raymond: al primo turno sconfiggono la coppia nº8 del tabellone formata dalla statunitense Bethanie Mattek-Sands e dall'indiana Sania Mirza per 6–4, 6–2, mentre al secondo turno Janette Husárová e Shuai Zhang 6–4, 4–6, [10–6]. Si arrendono infine ai quarti di finale contro Raquel Kops-Jones e Abigail Spears 2–6, 4–6. All'inizio della settimana successiva la sua classifica di singolare rimane invariata, mentre in doppio sale sino alla posizione nº79.
Testa di serie nº7 al torneo di singolare del Dubai Tennis Championships, sconfigge al primo turno Ekaterina Makarova con il punteggio di 6–3, 6–1; riesce a difendere i quarti, battendo al secondo turno la tennista di Taiwan Hsieh Su-wei 6–4, 6–0; qui cede all'italiana Roberta Vinci 2–6, 4–6. Dopo essere approdata nei quarti al primo Mandatory dell'anno, i BNP Paribas Open 2013, è costretta a ritirarsi dal torneo poco prima di scendere in campo contro la testa di serie nº4 Angelique Kerber per un problema al polpaccio destro.

### 2014

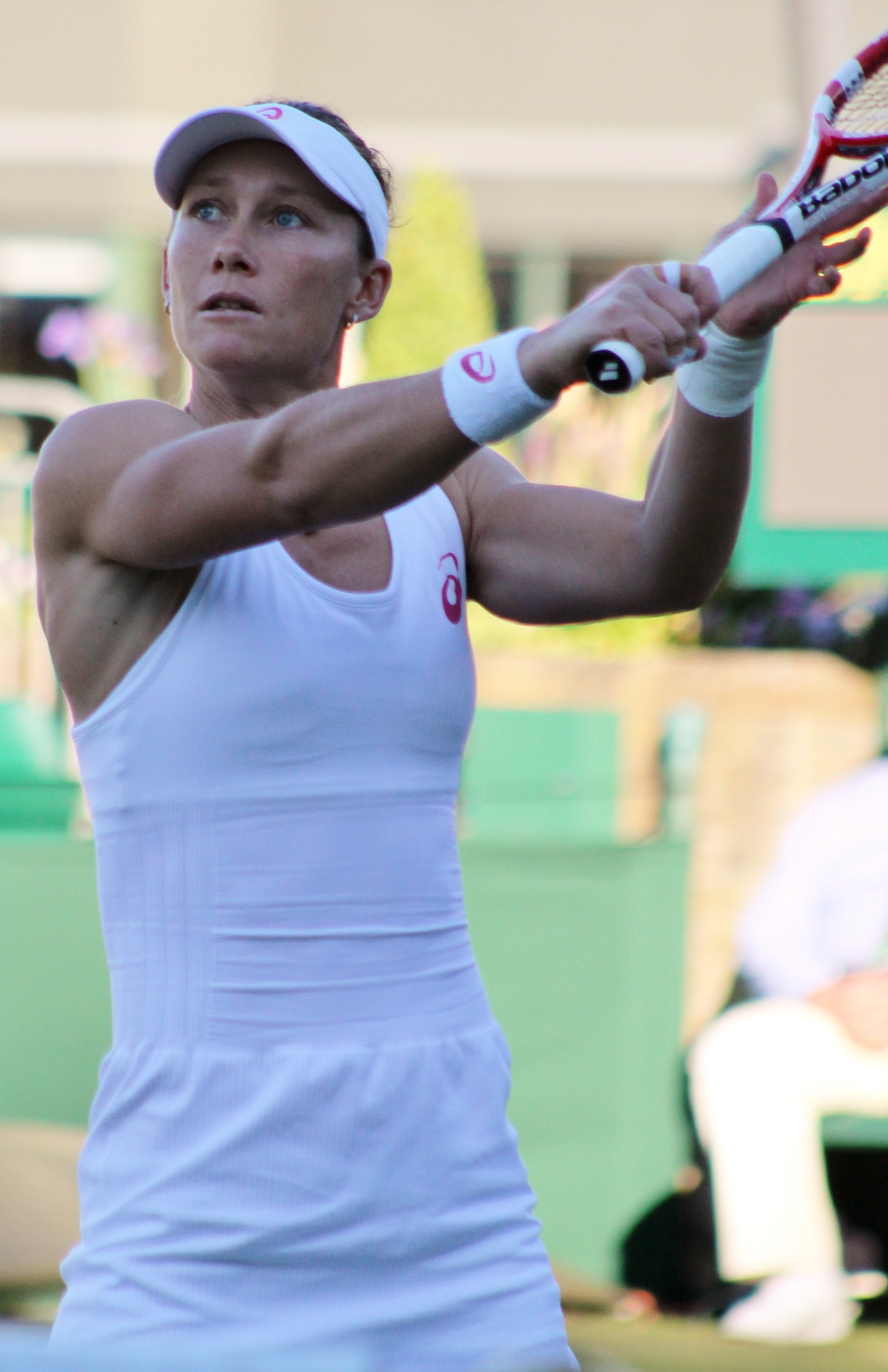
Samantha Stosur al Torneo di Wimbledon 2014

A fine anno, al Japan Women's Open Tennis di Osaka, ottiene il sesto titolo WTA della carriera (il terzo qui) battendo in finale la kazaka Zarina Dijas per 7–6(7) 6–3.
Per quel che riguarda gli slam Sam Stosur partecipa agli Australian Open. Perde però contro Ana Ivanović al terzo turno con il punteggio di 7-6, 4-6, 2-6. Al Roland Garros elimina nettamente Puig (6-1 6-1), Meusberger (6-1 6-3) e Cibulkova (6-3 6-4), prima di uscire sconfitta da Marija Šarapova per 3-6 6-4 6-0. A Wimbledon esce subito contro la Wickmayer in singolo mentre nel doppio misto, in coppia con Nedad Zimonjc, vince il torneo piegando in finale la coppia Minry/Chan in due comodi set. Per Sam si tratta del terzo titolo slam nel doppio misto, il secondo ai Championships. Agli US Open, invece, esce di scena al secondo turno contro Kaia Kanepi, sconfitta per 3-6 6-3 7-6(8).

### 2015
Inizia la stagione al torneo di Brisbane, dove viene sconfitta al primo turno dalla statunitense Varvara Lepchenko per 4-6, 6-4, 7-5. Nel Major di casa, l'Australian Open, vince al primo turno contro Monica Niculescu per 6-4 6-1 prima di essere sconfitta al turno successivo dalla giovane americana Coco Vandeweghe in due set. A maggio si impone al torneo di Strasburgo e, come testa di serie numero 3, elimina in sequenza Mónica Puig (vincitrice dell'edizione 2014), Lesja Curenko (W/O), Ajla Tomljanović (6-4 3-6 6-4), Sloane Stephens (6-3 3-6 6-0) e in finale la francese Kristina Mladenovic (3-6 6-2 6-3). Dopodiché arriva al terzo turno ai French Open, eliminando al primo Madison Brengle per 6-3 6-1 e Amandine Hesse in due nettissimi set. Ai sedicesimi cade contro la campionessa in carica Marija Šarapova, che vince per 6-3 6-4. Comincia anche per Sam la stagione sull'erba che viene aperta a Eastbourne dove, dopo un bye al primo turno, incappa nella pericolosa Tsvetana Pironkova, che si impone per 7-5 7–6(0). A Wimbledon passa indenne i primi due turni contro la montenegrina Danka Kovinić (6-4 6-4) e contro la minore delle Radwanska, Urszula (6-3 6-4). Al terzo turno, però, perde contro l'americana Coco Vandeweghe, la quale lascia all'australiana appena due game. Chiusa la poco cospicua parentesi sul verde la Stosur partecipa al torneo di Båstad, in cui è accreditata della seconda testa di serie. Al primo turno annichilisce la tennista israeliana Julia Glushko con un duplice 6-1, ma al secondo perde contro la spagnola Lara Arruabarrena per 7–6(5) 6-0. In seguito si impone nel torneo di Bad Gastein, in Austria, dove parte come seconda testa di serie. Nel corso del torneo batte Anastasija Sevastova per 6-4 4-6 6-1. Al secondo annichilisce Klára Koukalová 6-1 6-0, mentre ai quarti lascia cinque game alla montenegrina Danka Kovinić. In semifinale ottiene il pass per la finale eliminando Anna Karolína Schmiedlová per 6-1 7-5. In finale affronta Karin Knapp. L'australiana perde il primo set 6-3; nel secondo set Karin serve addirittura per il match sul 5-4, ma Sam riesce a portare il set al tie-break e lo vince nettamente per sette punti a tre. Nel terzo Stosur prende il comando delle operazioni e chiude 6-2, aggiudicandosi l'ottavo torneo in carriera e il secondo in stagione. È dal 2013 che non vinceva due titoli nella stessa stagione. La settimana successiva comincia per l'australiana la parte di stagione sul cemento americano, più precisamente a Washington D.C. Nella capitale americana Sam giunge fino alla semifinale senza perdere nemmeno un set. Nel penultimo atto viene superata da Sloane Stephens per 7-6(4) 6-0. Dopo questo buon risultato la tennista di Gold Coast perde al primo turno sia alla Rogers Cup, battuta da Daria Gavrilova in due set, che a Cincinnati, dove si piega alla Babos (7-6(6) 4-6 7-5). Agli US Open è accreditata della 22ª testa di serie. Dopo essersi presa la rivincita su Tímea Babos (6-3 6-4) al secondo turno elimina con un duplice 6-1 Evgenya Rodina. Al terzo estromette Sara Errani per 7-5, 2-6, 6-1, mentre al quarto turno si arrende alla futura vincitrice del torneo, Flavia Pennetta, per 6-4 6-4. A Tokyo la Stosur elimina Alison Riske (6-3 al terzo) ma al secondo turno viene sconfitta dall'ottava testa di serie Belinda Bencic. In Cina esce subito di scena a Wuhan (battuta dalla Lucic-Baroni), mentre a Beijing si ferma al secondo turno contro Andrea Petković (6-2 7-5). La sua stagione termina ad Hong Kong, torneo nel quale è la quinta testa di serie. Al primo turno si impone su Risa Ozaki in due set mentre al secondo infila un doppio 6-4 a Mónica Puig. Ai quarti vince un'ostica partita contro la Watson, terminata 4-6 6-3 6-0. In semifinale, tuttavia, viene demolita da Angelique Kerber per 6-2 6-2. Chiude l'anno alla posizione numero 27 dell'anno, con tre posizioni in più rispetto al 2014.

### 2016 - Semifinale al Roland Garros
Inizia la stagione a Brisbane, dove viene eliminata al secondo turno da Carla Suárez Navarro. Raggiunge i quarti di finale a Sydney sconfitta in due set da Mónica Puig. All'Australian Open esce all'esordio per mano di Kristýna Plíšková in due combattuti set. Viene convocata in Fed Cup, dove conquista tutti e tre i punti dell'Australia battendo in singolare Čepelová e Schmiedlová e in doppio, in coppia con Dellacqua, le slovacche Čepelová e Hantuchová, conquistando così i play-off per Gruppo I.
Torna in campo ad Indian Wells, dove batte Yanina Wickmayer e Christina McHale, prima di essere sconfitta dalla futura campionessa Viktoryja Azaranka. A Miami Open viene elimiata da Julia Görges in tre set. Sulla terra verde di Charleston batte due giocatrici passate dalle qualificazioni, Aleksandra Krunić e Jana Čepelová, per poi perdere contro la quinta testa di serie del torneo Sara Errani. Agli spareggi per il Gruppo I perde entrambi i singolari, condannando l'Australia al Gruppo II. Torna in campo al J&T Banka Prague Open, dove batte Sorana Cîrstea, Markéta Vondroušová e Barbora Strýcová e grazie al ritiro di Svetlana Kuznecova raggiunge la sua ventitreesima finale, perdendo contro Lucie Šafářová in tre set.
A Madrid raggiunge la semifinale; batte al primo turno Sara Sorribes Tormo 6-1, 6-3, al secondo approfitta del ritiro di Šafářová, al terzo elimina Carla Suárez Navarro 4-6, 6-2, 6-3 mentre nei quarti ha la meglio su Patricia Maria Tig per 6-3, 6-4. In semifinale viene sconfitta malamente da Simona Halep con il punteggio di 6-2, 6-0. Agli Internazionali BNL d'Italia viene battuta da Svetlana Kuznecova con un doppio 6-4 al secondo turno. Partecipa poi agli Internationaux de Strasbourg dove raggiunge i quarti di finale. Al Roland Garros batte al terzo turno la finalista della passata edizione Šafářová, la finalista 2014 Simona Halep negli ottavi e la sorpresa Cvetana Pironkova nei quarti, ma viene poi sconfitta in semifinale in due set da Garbiñe Muguruza.
Inizia la stagione sull'erba ad Eastbourne perdendo 6-2, 6-1 contro una rientrante Caroline Wozniacki al secondo turno. A Wimbledon non va meglio e perde infatti contro Sabine Lisicki al secondo turno.
Sul cemento americano di Washington viene sconfitta nei quarti da Jessica Pegula. A Toronto invece è Dar'ja Kasatkina a farla fuori al secondo turno. Rappresenta l'Australia alle olimpiadi di Rio, raggiungendo il terzo turno in singolare, il primo turno in coppia con Gavrilova in doppio e il primo turno in doppio misto con John Peers. Perde poi al secondo turno sia a Cincinnati che agli US Open per mano, rispettivamente, di Barbora Strýcová e Zhang Shuai.
Perde poi al primo turno a Wuhan, Pechino e Hong Kong; nonostante questa ultima parte di stagione deludente si qualifica per il WTA Elite Trophy ma perde entrambi i suoi incontri nel round robin, contro Caroline Garcia e Johanna Konta. Chiude la stagione da numero 21, sei posizioni in più rispetto all'anno precedente.

### 2017 - Ottavi di finale al Roland Garros, nono titolo WTA e infortunio

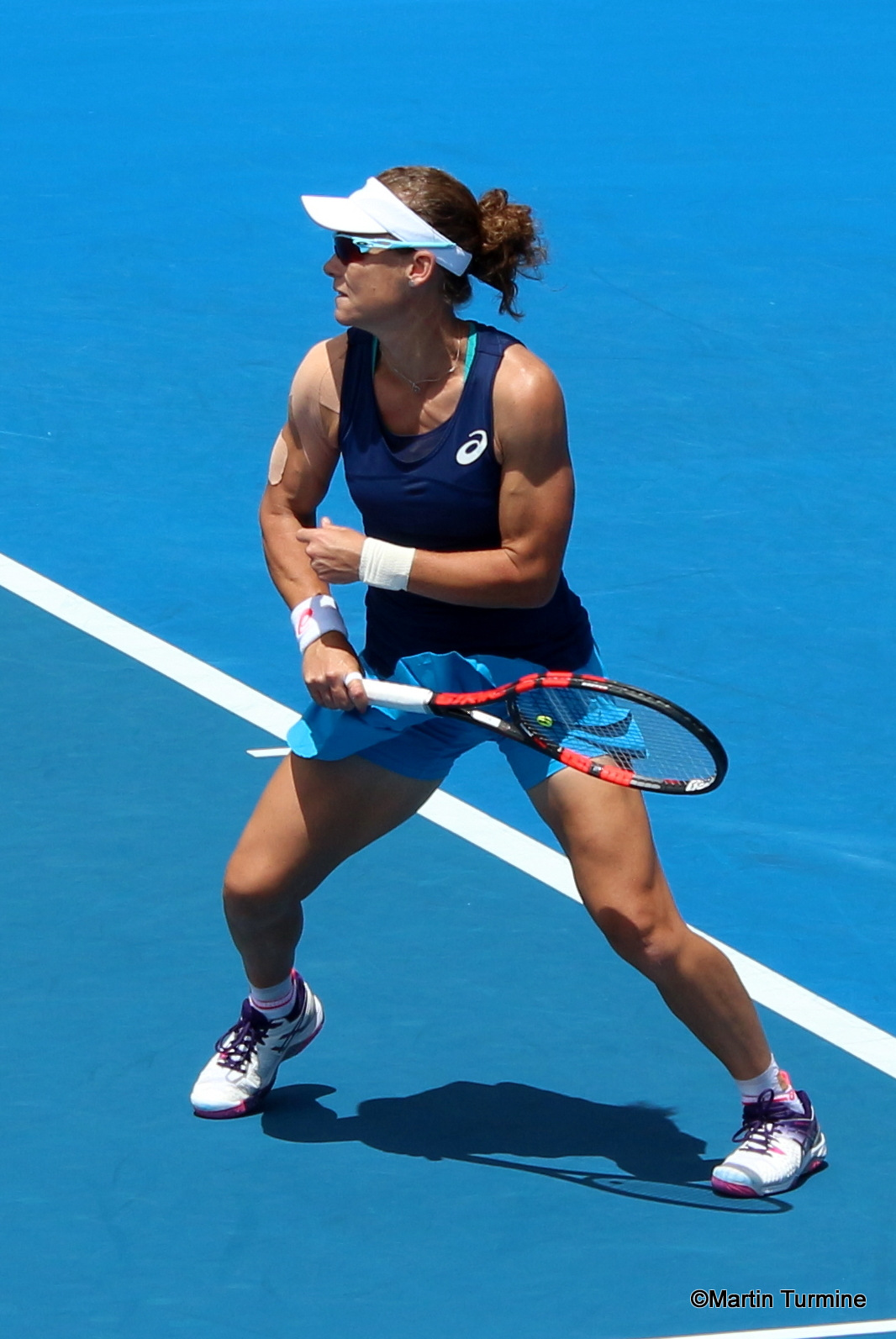
Samantha Stosur agli Australian Open 2017

Inizia l'anno come lo aveva concluso con tre eliminazioni consecutive al primo turno a Brisbane, Sydney e Melbourne. Coglie le sue prime vittorie stagionali a Taipei, dove raggiunge i quarti di finale, battuta da Peng Shuai. Raggiunge i quarti anche a Doha dove batte Anastasija Sevastova e Barbora Strýcová per poi arrendersi a Dominika Cibulková. La settimana successiva a Dubai viene eliminata al secondo turno da Ana Konjuh.
Sul cemento di Indian Wells cede 6-4, 4-6, 4-6 a Julia Görges nel secondo turno, mentre al Miami Open raggiunge gli ottavi di finale, dove si arrende a Simona Halep in tre set.
La stagione sulla terra inizia a Charleston con una sconfitta al secondo turno per mano di Irina-Camelia Begu 7-5, 6-3. A Stoccarda cede al primo turno ad Anastasija Sevastova, mentre a Praga è la qualificata brasiliana Beatriz Haddad Maia a eliminarla al secondo turno. A Madrid raggiunge il terzo turno dove trova ancora la Halep che, come l'anno precedente in semifinale, la elimina per 6-4, 4-6, 6-4.
Agli Internazionali BNL d'Italia viene sconfitta al primo turno da Anastasija Pavljučenkova per 6-4, 6(5)–7, 6-1. La settimana successiva a Strasburgo batte in sequenza Duan, Brengle, Carla Suárez Navarro e Peng Shuai; raggiunge così la finale senza cedere set. Il 27 maggio affronta la connazionale Gavrilova in finale battendola per 5-7, 6-4, 6-3; conquista così il suo nono titolo in carriera. Si presenta al Roland Garros dove raggiunge gli ottavi di finale, sconfitta in rimonta dalla futura campionessa e sorpresa del torneo Jeļena Ostapenko.
In seguito, a causa di un infortunio, salta la stagione sull'erba e gli Slam di Wimbledon e US Open. Recupera per il torneo giapponese di settembre, dove esce di scena al primo turno, in quanto cede a Sara Sorribes Tormo. Non fa meglio a Guangzhou e Wuhan, dove hanno la meglio Han Xinyun e Jil Teichmann. Nel torneo di Pechino si aggiudica il match d'esordio contro Kateřina Siniaková per 6-3 6-2, interrompendo così un digiuno che durava esattamente da quattro mesi. Qui è nuovamente fermata dalla Ostapenko. Si rifà nell'International di Hong Kong, dove elimina con qualche difficoltà Lee Ya-hsuan, che cede solamente al terzo set; successivamente si impone sulla nettamente favorita Agnieszka Radwańska superandola per 3-6 6-4 6-0. Tuttavia, nei quarti di finale, i primi negli ultimi cinque mesi, perde contro Wang Qiang.
Per l'australiana la stagione 2017 si chiude al 41º posto della classifica, la più bassa dal 2008, quanto terminò l'anno fuori dalla Top 50. In doppio, invece, chiude appena dentro le top 100, precisamente al 98º posto.

### 2018-2019

#### 2018 - 25º titolo WTA in doppio

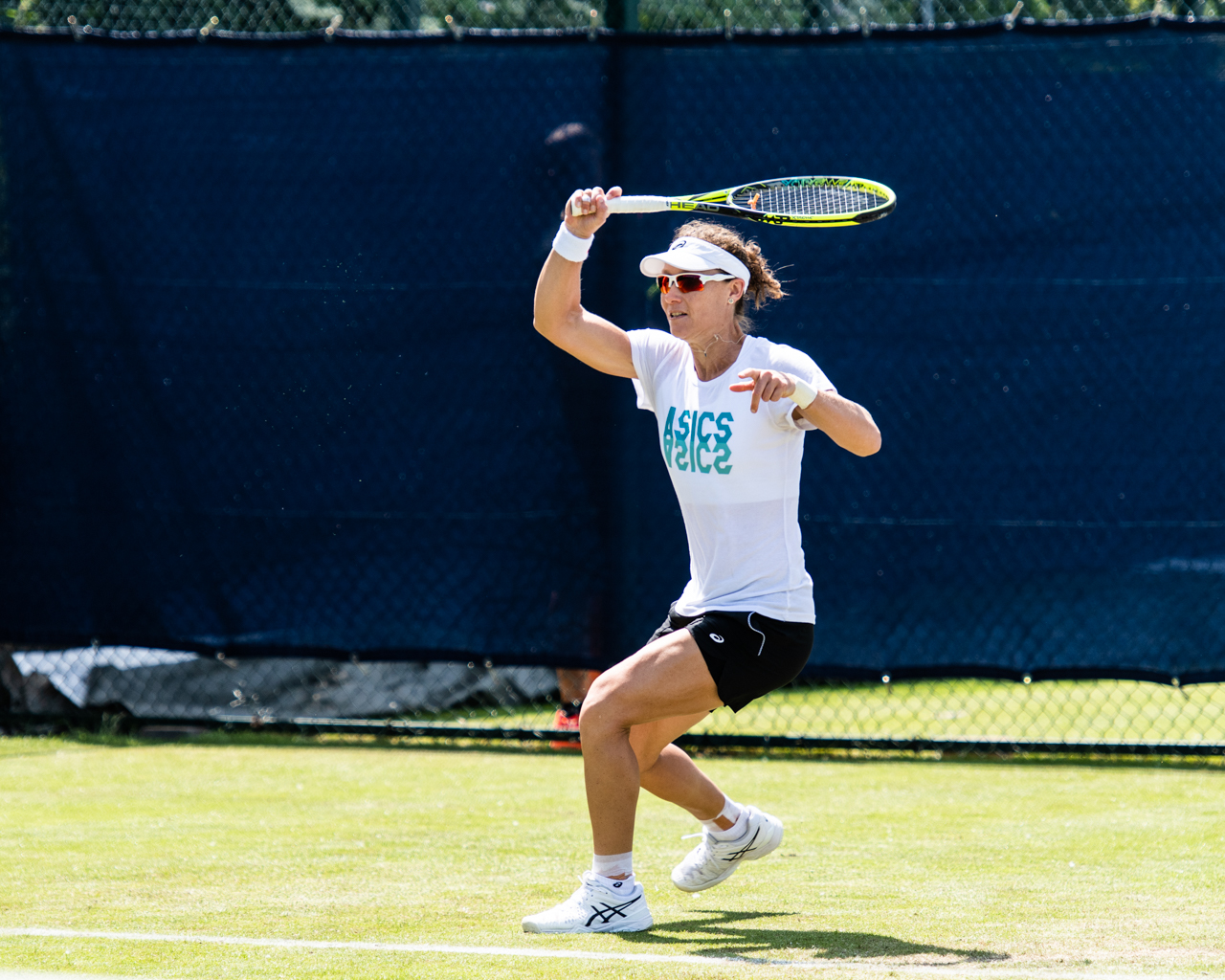
Samantha Stosur nel 2018

Nei tornei di casa non ottiene grandi risultati. Infatti a Brisbane perde nettamente al primo turno contro Anastasija Sevastova; a Sydney viene fermata in due set dalla connazionale Dar'ja Gavrilova nel secondo turno; nello Slam di Melbourne perde a sorpresa contro Mónica Puig, che la spunta per 4-6 7-6 6-4.
La scia di risultati negativi continua a Taiwan, dove non va oltre l'esordio cedendo a Nao Hibino. A Doha estromette con facilità Irina-Camelia Begu per 6-4 6-2, prima di soccombere alla Top 10 Angelique Kerber. È costretta a disputare le qualificazioni a Dubai. Riesce a superarle, tuttavia viene rimontata nel primo turno da Anett Kontaveit.
Sul suolo americano raccoglie solamente una vittoria, ovvero contro Lauren Davis a Indian Wells per 3-6 6-3 6-3. Viene poi sconfitta da Kristina Mladenovic, testa di serie n°14, nel secondo turno; a Miami non riesce a vendicarsi della Puig, mentre a Charleston cede a Kristie Ahn.
Ritorna in Europa per disputare il torneo di Praga, dove raggiunge i quarti di finale sconfitta da Camila Giorgi. A Madrid supera Anastasija Pavljučenkova per 6-1 6-7 6-3, prima di venire fermata da Sloane Stephens, n°9 del ranking. Si presenta a Roma, ma dopo essersi aggiudicata il primo parziale subisce la rimonta da parte della belga Alison Van Uytvanck. In qualità di campionessa in carica le viene assegnata la seconda testa di serie a Strasburgo, ma non va oltre i quarti di finale, in quanto perde contro Dominika Cibulková. Al Roland Garros non riesce a ripetere gli ottavi di finale dell'anno precedente, in quanto viene nettamente sconfitta da Garbiñe Muguruza, n°3 del mondo.
La stagione sull'erba inizia a Nottingham con il ritiro dopo appena tre game di Zarina Dijas; tuttavia viene fermata a sorpresa da Katie Boulter. Nel torneo sulla terra battuta di Maiorca estromette Markéta Vondroušová per 6-2 7-5, Lara Arruabarrena per 6-3 6-4 e Alison Riske per 6-4 6-2. Accede così alla semifinale, ma non va oltre perché Anastasija Sevastova la spunta in due set. Successivamente esce di scena al primo turno a Eastbourne, fermata nuovamente dalla Van Uytvanck, mentre a Wimbledon la Gavrilova si rivela fatale nel secondo turno.
Disputa l'ultimo torneo europeo in Svizzera, dove si sbarazza di Francesca Schiavone per 6-3 6-2 e di Patty Schnyder per 6-4 6-1, perdendo poi contro la prima favorita, Alizé Cornet.
Non supera le qualificazioni di Montreal e Cincinnati, mentre in Connecticut viene eliminata all'esordio da Aryna Sabalenka. Nell'ultimo Slam stagionale non può fare niente contro la n°2 del mondo, Caroline Wozniacki, che si impone per 6-3 6-2.
Sul continente asiatico non va oltre il primo turno in tutti i tornei, sconfitta rispettivamente da Zhang Shuai a Wuhan, Karolína Plíšková a Pechino e Nao Hibino a Hong Kong. Nonostante ciò in coppia con Zhang Shuai si aggiudica l'ultimo torneo citato; si tratta del 25º titolo WTA in doppio.
A fine stagione in singolare crolla fino alla 72ª posizione della classifica mondiale, mentre in doppio risale alla n°68.

#### 2019 - Vittoria agli Australian Open in doppio e Career Grand Slam in doppio
Si aggiudica il primo Slam dell'anno insieme a Zhang Shuai. Infatti la coppia prevale in finale sulle seconde favorite del torneo Mladenovic/Babos con il punteggio di 6-3 6-4. Nel corso del torneo estromette anche Kužmová/Rybáriková per 7-6 6-2; Su-wei/Spears per 7-6 6-2; Martić/Cornet per 7-5 6-3; Siniaková/Krejčíková, teste di serie numero uno, per 7-6 7-6 e Vondroušová/Strýcová per 7-5 4-6 7-5.

## Vita privata
Nel luglio del 2020 ha annunciato la nascita della figlia Genevieve, partorita dalla sua compagna Liz.

## Statistiche WTA

### Singolare

#### Vittorie (9)
| Legenda                     | Legenda      |
| --------------------------- | ------------ |
| Grande Slam (1)             |              |
| Ori Olimpici (0)            |              |
| WTA Finals (0)              |              |
| WTA Elite Trophy (0)        |              |
| Tournament of Champions (0) |              |
| Dal 2009 al 2020            | Dal 2021     |
| Premier Mandatory (0)       | WTA 1000 (0) |
| Premier 5 (0)               | WTA 1000 (0) |
| Premier (2)                 | WTA 500 (0)  |
| International (6)           | WTA 250 (0)  |
| WTA 125 (0)                 |              |

| N. | Data              | Torneo                                       | Superficie  | Avversaria in finale | Punteggio        |
| 1. | 18 ottobre 2009   | HP Open, Osaka                               | Cemento     | Francesca Schiavone  | 7-5, 6-1         |
| 2. | 18 aprile 2010    | Family Circle Cup, Charleston                | Terra verde | Vera Zvonarëva       | 6-0, 6-3         |
| 3. | 11 settembre 2011 | US Open, New York                            | Cemento     | Serena Williams      | 6-2, 6-3         |
| 4. | 4 agosto 2013     | Southern California Open, Carlsbad           | Cemento     | Viktoryja Azaranka   | 6-2, 6-3         |
| 5. | 13 ottobre 2013   | HP Open, Osaka (2)                           | Cemento     | Eugenie Bouchard     | 3-6, 7-5, 6-2    |
| 6. | 12 ottobre 2014   | Japan Women's Open Tennis, Osaka (3)         | Cemento     | Zarina Dijas         | 7-6(7), 6-3      |
| 7. | 23 maggio 2015    | Internationaux de Strasbourg, Strasburgo     | Terra rossa | Kristina Mladenovic  | 3-6, 6-2, 6-3    |
| 8. | 26 luglio 2015    | Gastein Ladies, Bad Gastein                  | Terra rossa | Karin Knapp          | 3-6, 7-6(3), 6-2 |
| 9. | 27 maggio 2017    | Internationaux de Strasbourg, Strasburgo (2) | Terra rossa | Dar'ja Gavrilova     | 5-7, 6-4, 6-3    |

#### Sconfitte (16)
| Legenda                     | Legenda               | Legenda      |
| --------------------------- | --------------------- | ------------ |
| Grande Slam (1)             |                       |              |
| Argenti Olimpici (0)        |                       |              |
| WTA Finals (0)              |                       |              |
| WTA Elite Trophy (0)        |                       |              |
| Tournament of Champions (1) |                       |              |
| Prima del 2009              | Dal 2009 al 2020      | Dal 2021     |
| Tier I (0)                  | Premier Mandatory (0) | WTA 1000 (0) |
| Tier II (1)                 | Premier 5 (3)         | WTA 1000 (0) |
| Tier III (1)                | Premier (4)           | WTA 500 (0)  |
| Tier IV (2)                 | International (3)     | WTA 250 (0)  |
| Tier V (0)                  | WTA 125 (0)           | WTA 125 (0)  |

| N.  | Data              | Torneo                                       | Superficie      | Avversaria in finale | Punteggio        |
| 1.  | 8 gennaio 2005    | Australian Women's Hardcourt, Gold Coast     | Cemento         | Patty Schnyder       | 6-1, 3-6, 5-7    |
| 2.  | 15 gennaio 2005   | Medibank International, Sydney               | Cemento         | Alicia Molik         | 7-6(5), 4-6, 5-7 |
| 3.  | 14 maggio 2006    | I. ČLTK Prague Open, Praga                   | Terra rossa     | Shahar Peer          | 6-4, 2-6, 1-6    |
| 4.  | 28 settembre 2008 | Hansol Korea Open, Seul                      | Cemento         | Marija Kirilenko     | 6-2, 1-6, 4-6    |
| 5.  | 9 agosto 2009     | East West Bank Classic, Los Angeles          | Cemento         | Flavia Pennetta      | 4-6, 3-6         |
| 6.  | 2 maggio 2010     | Porsche Tennis Grand Prix, Stoccarda         | Terra rossa (i) | Justine Henin        | 4-6, 6-2, 1-6    |
| 7.  | 5 giugno 2010     | Open di Francia, Parigi                      | Terra rossa     | Francesca Schiavone  | 4-6, 6(2)-7      |
| 8.  | 15 maggio 2011    | Internazionali d'Italia, Roma                | Terra rossa     | Marija Šarapova      | 2-6, 4-6         |
| 9.  | 14 agosto 2011    | Rogers Cup, Toronto                          | Cemento         | Serena Williams      | 4-6, 2-6         |
| 10. | 16 ottobre 2011   | HP Open, Osaka                               | Cemento         | Marion Bartoli       | 3-6, 1-6         |
| 11. | 19 febbraio 2012  | Qatar Total Open, Doha                       | Cemento         | Viktoryja Azaranka   | 1-6, 2-6         |
| 12. | 21 ottobre 2012   | Kremlin Cup, Mosca                           | Cemento (i)     | Caroline Wozniacki   | 2-6, 6-4, 5-7    |
| 13. | 20 ottobre 2013   | Kremlin Cup, Mosca (2)                       | Cemento (i)     | Simona Halep         | 6(1)-7, 2-6      |
| 14. | 3 novembre 2013   | Tournament of Champions, Sofia               | Cemento (i)     | Simona Halep         | 6-2, 2-6, 2-6    |
| 15. | 30 aprile 2016    | J&T Banka Prague Open, Praga                 | Terra rossa     | Lucie Šafářová       | 6-3, 1-6, 4-6    |
| 16. | 21 settembre 2019 | Guangzhou International Women's Open, Canton | Cemento         | Sofia Kenin          | 7-6(4), 4-6, 2-6 |

### Doppio

#### Vittorie (28)
| Legenda              | Legenda               | Legenda      |
| -------------------- | --------------------- | ------------ |
| Grande Slam (4)      |                       |              |
| Ori Olimpici (0)     |                       |              |
| WTA Finals (2)       |                       |              |
| WTA Elite Trophy (0) |                       |              |
| Prima del 2009       | Dal 2009 al 2020      | Dal 2021     |
| Tier I (9)           | Premier Mandatory (0) | WTA 1000 (1) |
| Tier II (7)          | Premier 5 (0)         | WTA 1000 (1) |
| Tier III (2)         | Premier (2)           | WTA 500 (0)  |
| Tier IV (0)          | International (1)     | WTA 250 (0)  |
| Tier V (0)           | WTA 125 (0)           | WTA 125 (0)  |

| N.  | Data              | Torneo                                   | Superficie      | Compagna           | Avversarie in finale                       | Punteggio        |
| 1.  | 15 gennaio 2005   | Medibank International, Sydney           | Cemento         | Bryanne Stewart    | Elena Dement'eva Ai Sugiyama               | w/o              |
| 2.  | 10 aprile 2005    | MPS Group Championships, Amelia Island   | Terra verde     | Bryanne Stewart    | Květa Peschke Patty Schnyder               | 6-4, 6-2         |
| 3.  | 27 agosto 2005    | Pilot Pen Tennis, New Haven              | Cemento         | Lisa Raymond       | Gisela Dulko Marija Kirilenko              | 6-2, 6(1)-7, 6-1 |
| 4.  | 10 settembre 2005 | US Open, New York                        | Cemento         | Lisa Raymond       | Elena Dement'eva Flavia Pennetta           | 6-2, 5-7, 6-3    |
| 5.  | 2 ottobre 2005    | BGL Luxembourg Open, Lussemburgo         | Cemento (i)     | Lisa Raymond       | Cara Black Rennae Stubbs                   | 7-5, 6-1         |
| 6.  | 16 ottobre 2005   | Kremlin Cup, Mosca                       | Sintetico (i)   | Lisa Raymond       | Cara Black Rennae Stubbs                   | 6-2, 6-4         |
| 7.  | 13 novembre 2005  | WTA Tour Championships, Los Angeles      | Cemento         | Lisa Raymond       | Cara Black Rennae Stubbs                   | 6(5)-7, 7-5, 6-4 |
| 8.  | 5 febbraio 2006   | Toray Pan Pacific Open, Tokyo            | Sintetico (i)   | Lisa Raymond       | Cara Black Rennae Stubbs                   | 6-2, 6-1         |
| 9.  | 25 febbraio 2006  | Cellular South Cup, Memphis              | Cemento (i)     | Lisa Raymond       | Viktoryja Azaranka Caroline Wozniacki      | 7-6(2), 6-3      |
| 10. | 18 marzo 2006     | BNP Paribas Open, Indian Wells           | Cemento         | Lisa Raymond       | Virginia Ruano Pascual Meghann Shaughnessy | 6-2, 7-5         |
| 11. | 1º aprile 2006    | Sony Ericsson Open, Miami                | Cemento         | Lisa Raymond       | Liezel Huber Martina Navrátilová           | 6-4, 7-5         |
| 12. | 16 aprile 2006    | Family Circle Cup, Charleston            | Terra verde     | Lisa Raymond       | Virginia Ruano Pascual Meghann Shaughnessy | 3-6, 6-1, 6-1    |
| 13. | 10 giugno 2006    | Open di Francia, Parigi                  | Terra rossa     | Lisa Raymond       | Daniela Hantuchová Ai Sugiyama             | 6-3, 6-2         |
| 14. | 8 ottobre 2006    | Porsche Tennis Grand Prix, Stoccarda     | Cemento (i)     | Lisa Raymond       | Cara Black Rennae Stubbs                   | 6-3, 6-4         |
| 15. | 29 ottobre 2006   | Generali Ladies Linz, Linz               | Cemento (i)     | Lisa Raymond       | Corina Morariu Katarina Srebotnik          | 6-3, 6-0         |
| 16. | 5 novembre 2006   | Gaz de France Stars, Hasselt             | Sintetico (i)   | Lisa Raymond       | Eléni Daniilídou Jasmin Wöhr               | 6-2, 6-3         |
| 17. | 12 novembre 2006  | WTA Tour Championships, Madrid (2)       | Cemento         | Lisa Raymond       | Cara Black Rennae Stubbs                   | 3-6, 6-3, 6-3    |
| 18. | 4 febbraio 2007   | Toray Pan Pacific Open, Tokyo (2)        | Sintetico (i)   | Lisa Raymond       | Vania King Rennae Stubbs                   | 7-6(6), 3-6, 7-5 |
| 19. | 17 marzo 2007     | Pacific Life Open, Indian Wells (2)      | Cemento         | Lisa Raymond       | Chan Yung-jan Chuang Chia-jung             | 6-3, 7-5         |
| 20. | 3 aprile 2007     | Sony Ericsson Open, Miami (2)            | Cemento         | Lisa Raymond       | Cara Black Liezel Huber                    | 6-4, 3-6, [10-2] |
| 21. | 13 maggio 2007    | Qatar Telecom German Open, Berlino       | Terra rossa     | Lisa Raymond       | Tathiana Garbin Roberta Vinci              | 6-3, 6-4         |
| 22. | 23 giugno 2007    | AEGON International, Eastbourne          | Erba            | Lisa Raymond       | Květa Peschke Rennae Stubbs                | 6(5)-7, 6-4, 6-3 |
| 23. | 24 aprile 2011    | Porsche Tennis Grand Prix, Stoccarda (2) | Terra rossa (i) | Sabine Lisicki     | Kristina Barrois Jasmin Wöhr               | 6-1, 7-6(5)      |
| 24. | 20 ottobre 2013   | Kremlin Cup, Mosca (2)                   | Cemento (i)     | Svetlana Kuznecova | Alla Kudrjavceva Anastasija Rodionova      | 6-1, 1-6, [10-8] |
| 25. | 14 ottobre 2018   | Hong Kong Open, Hong Kong                | Cemento         | Zhang Shuai        | Shūko Aoyama Lidzija Marozava              | 6-4, 6-4         |
| 26. | 25 gennaio 2019   | Australian Open, Melbourne               | Cemento         | Zhang Shuai        | Tímea Babos Kristina Mladenovic            | 6-3, 6-4         |
| 27. | 21 agosto 2021    | Western & Southern Open, Cincinnati      | Cemento         | Zhang Shuai        | Gabriela Dabrowski Luisa Stefani           | 7-5, 6-3         |
| 28. | 12 settembre 2021 | US Open, New York (2)                    | Cemento         | Zhang Shuai        | Coco Gauff Caty McNally                    | 6-3, 3-6, 6-3    |

#### Sconfitte (15)
| Legenda              | Legenda               | Legenda      |
| -------------------- | --------------------- | ------------ |
| Grande Slam (5)      |                       |              |
| Argenti Olimpici (0) |                       |              |
| WTA Finals (0)       |                       |              |
| WTA Elite Trophy (0) |                       |              |
| Prima del 2009       | Dal 2009 al 2020      | Dal 2021     |
| Tier I (1)           | Premier Mandatory (3) | WTA 1000 (0) |
| Tier II (2)          | Premier 5 (1)         | WTA 1000 (0) |
| Tier III (1)         | Premier (1)           | WTA 500 (0)  |
| Tier IV (0)          | International (1)     | WTA 250 (0)  |
| Tier V (0)           | WTA 125 (0)           | WTA 125 (0)  |

| N.  | Data              | Torneo                                            | Superficie    | Compagna       | Avversarie in finale                               | Punteggio        |
| 1.  | 7 novembre 2004   | Bell Challenge, Québec City                       | Sintetico (i) | Els Callens    | Carly Gullickson María Emilia Salerni              | 5-7, 5-7         |
| 2.  | 6 novembre 2005   | Advanta Championships of Philadelphia, Filadelfia | Cemento (i)   | Lisa Raymond   | Cara Black Rennae Stubbs                           | 4-6, 6(4)-7      |
| 3.  | 27 gennaio 2006   | Australian Open, Melbourne                        | Cemento       | Lisa Raymond   | Yan Zi Zheng Jie                                   | 6-2, 6(7)-7, 3-6 |
| 4.  | 26 agosto 2006    | Pilot Pen Tennis, New Haven                       | Cemento       | Lisa Raymond   | Yan Zi Zheng Jie                                   | 4-6, 2-6         |
| 5.  | 5 luglio 2008     | Torneo di Wimbledon, Londra                       | Erba          | Lisa Raymond   | Serena Williams Venus Williams                     | 2-6, 2-6         |
| 6.  | 7 settembre 2008  | US Open, New York                                 | Cemento       | Lisa Raymond   | Cara Black Liezel Huber                            | 3-6, 6(6)-7      |
| 7.  | 21 settembre 2008 | Toray Pan Pacific Open, Tokyo                     | Cemento       | Lisa Raymond   | Vania King Nadia Petrova                           | 1-6, 4-6         |
| 8.  | 20 giugno 2009    | AEGON International, Eastbourne                   | Erba          | Rennae Stubbs  | Akgul Amanmuradova Ai Sugiyama                     | 4-6, 3-6         |
| 9.  | 4 luglio 2009     | Toreno di Wimbledon, Londra (2)                   | Erba          | Rennae Stubbs  | Serena Williams Venus Williams                     | 6(4)-7, 4-6      |
| 10. | 23 agosto 2009    | Rogers Cup, Toronto                               | Cemento       | Rennae Stubbs  | Nuria Llagostera Vives María José Martínez Sánchez | 6-2, 5-7, [9-11] |
| 11. | 20 marzo 2010     | BNP Paribas Open, Indian Wells                    | Cemento       | Nadia Petrova  | Květa Peschke Katarina Srebotnik                   | 4-6, 6-2, [5-10] |
| 12. | 4 aprile 2010     | Sony Ericsson Open, Miami (1)                     | Cemento       | Nadia Petrova  | Gisela Dulko Flavia Pennetta                       | 3-6, 6-4, [7-10] |
| 13. | 2 luglio 2011     | Toreno di Wimbledon, Londra (3)                   | Erba          | Sabine Lisicki | Květa Peschke Katarina Srebotnik                   | 3-6, 1-6         |
| 14. | 13 ottobre 2013   | HP Open, Osaka                                    | Cemento       | Zhang Shuai    | Kristina Mladenovic Flavia Pennetta                | 4-6, 3-6         |
| 15. | 30 marzo 2019     | Miami Open, Miami Gardens (2)                     | Cemento       | Zhang Shuai    | Elise Mertens Aryna Sabalenka                      | 6(5)-7, 2-6      |

### Doppio misto

#### Vittorie (3)
| Tornei del Grande Slam  |
| ----------------------- |
| Australian Open (1)     |
| Open di Francia (0)     |
| Torneo di Wimbledon (2) |
| US Open (0)             |
| Ori Olimpici (0)        |

| N. | Data            | Torneo                          | Superficie | Partner        | Avversario in finale          | Punteggio        |
| 1. | 30 gennaio 2005 | Australian Open, Melbourne      | Cemento    | Scott Draper   | Liezel Huber Kevin Ullyett    | 6-2, 2-6, [10-6] |
| 2. | 6 luglio 2008   | Torneo di Wimbledon, Londra     | Erba       | Bob Bryan      | Katarina Srebotnik Mike Bryan | 7-5, 6-4         |
| 3. | 6 luglio 2014   | Torneo di Wimbledon, Londra (2) | Erba       | Nenad Zimonjić | Chan Hao-ching Maks Mirny     | 6-4, 6-2         |

#### Sconfitte (2)
| Tornei del Grande Slam  |
| ----------------------- |
| Australian Open (1)     |
| Open di Francia (0)     |
| Torneo di Wimbledon (1) |
| US Open (0)             |
| Argenti Olimpici (0)    |

| N. | Data             | Torneo                      | Superficie | Compagna      | Avversari in finale           | Punteggio |
| 1. | 20 febbraio 2021 | Australian Open, Melbourne  | Cemento    | Matthew Ebden | Barbora Krejčíková Rajeev Ram | 1-6, 4-6  |
| 2. | 7 luglio 2022    | Torneo di Wimbledon, Londra | Erba       | Matthew Ebden | Desirae Krawczyk Neal Skupski | 4-6, 3-6  |

## Statistiche ITF

### Singolare

#### Vittorie (4)
| Torneo $100.000 (0) |
| Torneo $80.000 (0)  |
| Torneo $75.000 (0)  |
| Torneo $60.000 (0)  |
| Torneo $50.000 (0)  |
| Torneo $25.000 (1)  |
| Torneo $15.000 (0)  |
| Torneo $10.000 (3)  |

| N. | Data              | Torneo                               | Superficie    | Avversaria in finale | Punteggio     |
| 1. | 16 settembre 2001 | ITF Women's Circuit Ibaraki, Ibaraki | Cemento       | Nicole Kriz          | 6-0, 6-1      |
| 2. | 23 settembre 2001 | ITF Women's Circuit Osaka, Osaka     | Cemento       | Beti Sevulovski      | 6-2, 3-6, 7-5 |
| 3. | 26 settembre 2001 | Yusa Open, Kyoto                     | Sintetico (i) | Kim Jin-hee          | 6-1, 7-5      |
| 4. | 21 ottobre 2001   | Cairns Tennis International, Cairns  | Cemento       | Bryanne Stewart      | 7-5, 6-4      |

#### Sconfitte (3)
| Torneo $100.000 (0) |
| Torneo $80.000 (0)  |
| Torneo $75.000 (0)  |
| Torneo $60.000 (0)  |
| Torneo $50.000 (0)  |
| Torneo $25.000 (1)  |
| Torneo $15.000 (0)  |
| Torneo $10.000 (2)  |

| N. | Data             | Torneo                           | Superficie | Avversaria in finale | Punteggio   |
| 1. | 11 marzo 2001    | $10,000 Warrnambool, Warrnambool | Erba       | Miho Saeki           | 4-6, 4-6    |
| 2. | 9 settembre 2001 | $10,000 Kugayama, Kugamaya       | Cemento    | Shiho Hisamatsu      | 6(4)-7, 3-6 |
| 3. | 27 ottobre 2002  | $25,000 Rockhampton, Rockhampton | Cemento    | Evie Dominikovic     | 1-6, 3-6    |

### Doppio

#### Vittorie (11)
| Torneo $100.000 (0) |
| Torneo $80.000 (0)  |
| Torneo $75.000 (0)  |
| Torneo $60.000 (0)  |
| Torneo $50.000 (0)  |
| Torneo $25.000 (6)  |
| Torneo $15.000 (0)  |
| Torneo $10.000 (5)  |

| N.  | Data              | Torneo                                                         | Superficie    | Compagna         | Avversarie in finale                | Punteggio        |
| 1.  | 18 marzo 2001     | Australia Circuit, Benalla                                     | Erba          | Monique Adamczak | Debby Haak Jolanda Mens             | 6-3, 7-5         |
| 2.  | 15 settembre 2001 | ITF Women's Circuit Ibaraki, Ibaraki                           | Cemento       | Melissa Dowse    | Beti Sevulovski Sarah Stone         | 6-4, 5-7, 6-2    |
| 3.  | 22 settembre 2001 | ITF Women's Circuit Osaka, Osaka                               | Cemento       | Melissa Dowse    | Beti Sevulovski Sarah Stone         | 5-7, 6-3, 6-3    |
| 4.  | 29 settembre 2001 | Yusa Open, Kyoto                                               | Sintetico (i) | Melissa Dowse    | Seiko Okamoto Nami Urabe            | 6-3, 3-6, 6-2    |
| 5.  | 24 novembre 2001  | ITF Women's Circuit Nuriootpa, Nuriootpa                       | Cemento       | Evie Dominikovic | Catherine Barclay Christina Wheeler | 6-1, 6(5)-7, 6.4 |
| 6.  | 1º dicembre 2001  | City of Mount Gambier Blue Lake Women's Classic, Mount Gambier | Cemento       | Evie Dominikovic | Amanda Grahame Cindy Watson         | 6-4, 6-4         |
| 7.  | 2 marzo 2002      | William Loud Bendigo International, Bendigo                    | Cemento       | Sarah Stone      | Trudi Musgrave Cindy Watson         | 6-4, 6-3         |
| 8.  | 9 marzo 2002      | Australia Circuit, Warrnambool                                 | Erba          | Sarah Stone      | Amanda Augustus Claire Curran       | 6-0, 4-6, 6-3    |
| 9.  | 22 giugno 2002    | Lenzerheide Open, Lenzerheide                                  | Terra rossa   | Nicole Sewell    | Leslie Butkiewicz Patty Van Acker   | 6-4, 6-3         |
| 10. | 10 agosto 2002    | AEGON Pro Series Bath, Bath                                    | Cemento       | Sarah Stone      | Asimina Kaplani Maria Pavlidou      | 6-4, 6-1         |
| 11. | 2 novembre 2002   | ITF Women's Circuit Dalby, Dalby                               | Cemento       | Sarah Stone      | Evie Dominikovic Bryanne Stewart    | 6-3, 6-3         |

#### Sconfitte (10)
| Torneo $100.000 (0) |
| Torneo $80.000 (0)  |
| Torneo $75.000 (1)  |
| Torneo $60.000 (0)  |
| Torneo $50.000 (2)  |
| Torneo $25.000 (6)  |
| Torneo $15.000 (0)  |
| Torneo $10.000 (1)  |

| N.  | Data              | Torneo                                                         | Superficie  | Compagna        | Avversarie in finale                   | Punteggio     |
| 1.  | 9 settembre 2001  | ITF Women's Circuit Kugayama, Kugayama                         | Cemento     | Melissa Dowse   | Seiko Okamoto Nami Urabe               | 4-6, 6-2, 1-6 |
| 2.  | 29 giugno 2002    | ITF Women's Circuit Båstad, Båstad                             | Terra rossa | Nicole Sewell   | Andrea Glass Dominika Luzarova         | 4-6, 1-6      |
| 3.  | 3 agosto 2002     | Open Saint-Gaudens Midi Pyrénées, Saint-Gaudens                | Terra rossa | Sarah Stone     | Ludmila Cervanova Stanislava Hrozenská | 6(5)-7, 4-6   |
| 4.  | 15 settembre 2002 | Open GDF Bordeaux, Bordeaux                                    | Terra rossa | Sarah Stone     | Flavia Pennetta Andreea Ehritt-Vanc    | 3-6, 5-7      |
| 5.  | 22 settembre 2002 | AEGON Pro Series Glasgow, Glasgow                              | Cemento     | Sarah Stone     | Yvonne Doyle Elsa O'Riain              | 2-6, 4-6      |
| 6.  | 19 ottobre 2002   | ITF Women's Circuit Mackay, Mackay                             | Cemento     | Sarah Stone     | Natalie Grandin Nicole Sewell          | 3-6, 6-1, 4-6 |
| 7.  | 26 ottobre 2002   | Rockhampton Tennis International, Rockhampton                  | Cemento     | Sarah Stone     | Evie Dominikovic Bryanne Stewart       | 5-7, 6-4, 5-7 |
| 8.  | 22 novembre 2003  | ITF Women's Circuit Nuriootpa, Nuriootpa                       | Cemento     | Bryanne Stewart | Lisa Mcshea Trudi Musgrave             | 6-4, 3-6, 5-7 |
| 9.  | 29 novembre 2003  | City of Mount Gambier Blue Lake Women's Classic, Mount Gambier | Cemento     | Bryanne Stewart | Jessica Lehnhoff Christina Wheeler     | 5-7, 2-6      |
| 10. | 13 novembre 2004  | ITF Women's Circuit Pittsburgh, Pittsburgh                     | Cemento     | Els Callens     | Teryan Ashley Laura Granville          | 6-2, 3-6, 4-6 |

## Rendimento in progressione

### Singolare
Aggiornato a fine Adelaide International 2021 
| Sigla | Risultato                         |
| ----- | --------------------------------- |
| V     | Vincitrice                        |
| F     | Finalista                         |
| SF    | Semifinalista                     |
| QF    | Quarti di Finale                  |
| 4T    | Quarto turno                      |
| 3T    | Terzo turno                       |
| 2T    | Secondo turno                     |
| 1T    | Primo turno                       |
| RR    | Round Robin (Torneo di fine anno) |
| LQ    | Turno di Qualifica                |
| A     | Assente                           |

| Legenda superfici     |
| Cemento               |
| Terra rossa           |
| Erba                  |
| Superficie variabile1 |

| Torneo                                    | 1998          | 1999          | 2000          | 2001          | 2002          | 2003          | 2004          | 2005          | 2006          | 2007          | 2008          | 2009          | 2010          | 2011          | 2012          | 2013          | 2014          | 2015          | 2016          | 2017          | 2018          | 2019          | 2020          | 2021 | Titoli       | V-S          |
| ----------------------------------------- | ------------- | ------------- | ------------- | ------------- | ------------- | ------------- | ------------- | ------------- | ------------- | ------------- | ------------- | ------------- | ------------- | ------------- | ------------- | ------------- | ------------- | ------------- | ------------- | ------------- | ------------- | ------------- | ------------- | ---- | ------------ | ------------ |
| Grande Slam                               |               |               |               |               |               |               |               |               |               |               |               |               |               |               |               |               |               |               |               |               |               |               |               |      |              |              |
| Australian Open, Melbourne                | A             | A             | LQ            | LQ            | 1T            | 3T            | 2T            | 1T            | 4T            | 2T            | A             | 3T            | 4T            | 3T            | 1T            | 2T            | 3T            | 2T            | 1T            | 1T            | 1T            | 1T            | 1T            | 2T   | 0 / 19       | 19–19        |
| Roland Garros, Parigi                     | A             | A             | A             | A             | A             | LQ            | 1T            | 2T            | 1T            | 3T            | 2T            | SF            | F             | 3T            | SF            | 3T            | 4T            | 3T            | SF            | 4T            | 3T            | 2T            | A             |      | 0 / 16       | 40-16        |
| Wimbledon, Londra                         | A             | A             | A             | A             | A             | 1T            | 1T            | 1T            | 2T            | 2T            | 2T            | 3T            | 1T            | 1T            | 2T            | 3T            | 1T            | 3T            | 2T            | A             | 2T            | 1T            | ND            |      | 0 / 16       | 12-16        |
| US Open, New York                         | A             | A             | A             | A             | A             | LQ            | 2T            | 1T            | 1T            | 1T            | 1T            | 2T            | QF            | V             | QF            | 1T            | 2T            | 4T            | 2T            | A             | 1T            | 1T            | A             |      | 1 / 15       | 22–14        |
| Titoli                                    | 0             | 0             | 0             | 0             | 0             | 0             | 0             | 0             | 0             | 0             | 0             | 0             | 0             | 1             | 0             | 0             | 0             | 0             | 0             | 0             | 0             | 0             | 0             | 0    | 1 / 66       | N/A          |
| Vittorie-Sconfitte                        | 0–0           | 0–0           | 0–0           | 0–0           | 0–1           | 2–2           | 2–4           | 1–4           | 4–4           | 4–4           | 2–3           | 10–4          | 13–4          | 11–3          | 10–4          | 5–4           | 6–4           | 8–4           | 7–4           | 3–2           | 3–4           | 1–4           | 0–1           | 1–1  | N/A          | 93-65        |
| Giochi Olimpici                           |               |               |               |               |               |               |               |               |               |               |               |               |               |               |               |               |               |               |               |               |               |               |               |      |              |              |
| Giochi Olimpici                           | Non disputati | Non disputati | A             | Non disputati | Non disputati | Non disputati | 1T            | Non disputati | Non disputati | Non disputati | 2T            | Non disputati | Non disputati | Non disputati | 1T            | Non disputati | Non disputati | Non disputati | 3T            | Non disputati | Non disputati | Non disputati | Non disputati |      | 0 / 4        | 3–4          |
| Torneo di fine anno                       |               |               |               |               |               |               |               |               |               |               |               |               |               |               |               |               |               |               |               |               |               |               |               |      |              |              |
| WTA Tour Championships                    | A             | A             | A             | A             | A             | A             | A             | A             | A             | A             | A             | A             | SF            | SF            | RR            | A             | A             | A             | A             | A             | A             | A             | A             |      | 0 / 3        | 4–6          |
| Commonwealth Bank Tournament of Champions | Non disputato | Non disputato | Non disputato | Non disputato | Non disputato | Non disputato | Non disputato | Non disputato | Non disputato | Non disputato | Non disputato | RR            | A             | A             | A             | F             | A             | Non disputato | Non disputato | Non disputato | Non disputato | Non disputato | Non disputato |      | 0 / 2        | 4–3          |
| WTA Elite Trophy                          | Non disputato | Non disputato | Non disputato | Non disputato | Non disputato | Non disputato | Non disputato | Non disputato | Non disputato | Non disputato | Non disputato | Non disputato | Non disputato | Non disputato | Non disputato | Non disputato | Non disputato | A             | RR            | A             | A             | A             | A             |      | 0 / 1        | 0-2          |
| WTA Premier Mandatory                     |               |               |               |               |               |               |               |               |               |               |               |               |               |               |               |               |               |               |               |               |               |               |               |      |              |              |
| BNP Paribas Open, Indian Wells            | WTA Tier I    | WTA Tier I    | WTA Tier I    | WTA Tier I    | WTA Tier I    | WTA Tier I    | WTA Tier I    | WTA Tier I    | WTA Tier I    | WTA Tier I    | WTA Tier I    | 2T            | SF            | 3T            | 3T            | QF            | 3T            | 3T            | 4T            | 2T            | 2T            | 1T            | A             |      | 0 / 11       | 15-11        |
| Sony Ericsson Open, Miami                 | WTA Tier I    | WTA Tier I    | WTA Tier I    | WTA Tier I    | WTA Tier I    | WTA Tier I    | WTA Tier I    | WTA Tier I    | WTA Tier I    | WTA Tier I    | WTA Tier I    | QF            | QF            | 4T            | 4T            | A             | 3T            | 3T            | 2T            | 4T            | 1T            | 3T            | ND            |      | 0 / 10       | 17-10        |
| Mutua Madrileña Madrid Open, Madrid       | Non disputato | Non disputato | Non disputato | Non disputato | Non disputato | Non disputato | Non disputato | Non disputato | Non disputato | Non disputato | Non disputato | 2T            | QF            | 3T            | QF            | 1T            | 3T            | 3T            | SF            | 3T            | 2T            | LQ            | ND            |      | 0 / 10       | 20-10        |
| China Open, Pechino                       | Non disputato | Non disputato | Non disputato | Non disputato | Non disputato | Non disputato | WTA Tier II   | WTA Tier II   | WTA Tier II   | WTA Tier II   | WTA Tier II   | 1T            | 1T            | 2T            | 2T            | 1T            | SF            | 2T            | 1T            | 2T            | 1T            | LQ            | ND            |      | 0 / 10       | 7-10         |
| WTA Premier 5                             |               |               |               |               |               |               |               |               |               |               |               |               |               |               |               |               |               |               |               |               |               |               |               |      |              |              |
| Dubai Tennis Championships, Dubai         | Non disputato | Non disputato | Non disputato | WTA Tier II   | WTA Tier II   | WTA Tier II   | WTA Tier II   | WTA Tier II   | WTA Tier II   | WTA Tier II   | WTA Tier II   | 2T            | 1T            | QF            | WTA Premier   | WTA Premier   | WTA Premier   | 2T            | WP            | 2T            | WP            | A             | A             |      | 0 / 5        | 5–5          |
| Qatar Total Open, Doha                    | Non disputato | Non disputato | Non disputato | WTA Tier III  | WTA Tier III  | WTA Tier III  | WTA Tier II   | WTA Tier II   | WTA Tier II   | WTA Tier II   | WTI           | Non disputato | Non disputato | WP            | F             | QF            | 2T            | WP            | A             | WP            | 2T            | WP            | A             |      | 0 / 4        | 8–4          |
| Internazionali BNL d'Italia, Roma         | WTA Tier I    | WTA Tier I    | WTA Tier I    | WTA Tier I    | WTA Tier I    | WTA Tier I    | WTA Tier I    | WTA Tier I    | WTA Tier I    | WTA Tier I    | WTA Tier I    | 1T            | A             | F             | 3T            | QF            | 3T            | 1T            | 2T            | 1T            | 1T            | LQ            | A             |      | 0 / 9        | 11–9         |
| Rogers Cup, Montréal/Toronto              | WTA Tier I    | WTA Tier I    | WTA Tier I    | WTA Tier I    | WTA Tier I    | WTA Tier I    | WTA Tier I    | WTA Tier I    | WTA Tier I    | WTA Tier I    | WTA Tier I    | QF            | A             | F             | 3T            | 3T            | 2T            | 1T            | 2T            | A             | LQ            | A             | ND            |      | 0 / 7        | 13–7         |
| Western & Southern Open, Cincinnati       | Non disputato | Non disputato | Non disputato | Non disputato | Non disputato | Non disputato | WTA Tier II   | WTA Tier II   | WTA Tier II   | WTA Tier II   | WTA Tier II   | A             | A             | QF            | QF            | 3T            | 2T            | 1T            | 2T            | A             | LQ            | A             | A             |      | 0 / 6        | 7–6          |
| Toray Pan Pacific Open, Tokyo             | WTA Tier I    | WTA Tier I    | WTA Tier I    | WTA Tier I    | WTA Tier I    | WTA Tier I    | WTA Tier I    | WTA Tier I    | WTA Tier I    | WTA Tier I    | WTA Tier I    | 2T            | 2T            | 2T            | SF            | 3T            | WTA Premier   | WTA Premier   | WTA Premier   | WTA Premier   | WTA Premier   | WTA Premier   | WTA Premier   |      | 0 / 5        | 7–5          |
| Wuhan Open, Wuhan                         | Non disputato | Non disputato | Non disputato | Non disputato | Non disputato | Non disputato | Non disputato | Non disputato | Non disputato | Non disputato | Non disputato | Non disputato | Non disputato | Non disputato | Non disputato | Non disputato | 1T            | 1T            | 1T            | 1T            | 1T            | 1T            | ND            |      | 0 / 6        | 0-6          |
| Statistiche carriera                      |               |               |               |               |               |               |               |               |               |               |               |               |               |               |               |               |               |               |               |               |               |               |               |      |              |              |
| Finali disputate1                         | 0             | 0             | 0             | 0             | 0             | 0             | 0             | 2             | 1             | 0             | 1             | 2             | 3             | 4             | 2             | 4             | 1             | 2             | 1             | 1             | 0             | 1             | 0             | 0    | 25           | 25           |
| Tornei vinti1                             | 0             | 0             | 0             | 0             | 0             | 0             | 0             | 0             | 0             | 0             | 0             | 1             | 1             | 1             | 0             | 2             | 1             | 2             | 0             | 1             | 0             | 0             | 0             | 0    | 9            | 9            |
| Vittorie-Sconfitte                        | 0–2           | 1–3           | 6–7           | 36–11         | 24–27         | 20–24         | 41–28         | 25–25         | 33–26         | 17–18         | 27–16         | 38–20         | 47–19         | 46–23         | 44–24         | 42–24         | 34–24         | 34–24         | 32–25         | 22-19         | 22-28         | 20-25         | 1-4           | 1-3  | 606–447      | 606–447      |
| Vittorie (%)                              | –             | 25%           | 46%           | 77%           | 47%           | 45%           | 59%           | 50%           | 56%           | 49%           | 63%           | 66%           | 71%           | 67%           | 65%           | 64%           | 59%           | 59%           | 56%           | 54%           | 44%           | 44%           | 20%           | 25%  | 58%          | 58%          |
| Ranking                                   | -             | -             | 682           | 276           | 265           | 153           | 65            | 46            | 29            | 47            | 52            | 13            | 6             | 6             | 9             | 18            | 23            | 27            | 21            | 41            | 72            | 96            | 112           |      | $ 19.191.876 | $ 19.191.876 |

1 Solo nel circuito WTA

### Doppio
| Sigla | Risultato          |
| ----- | ------------------ |
| V     | Vincitrice         |
| F     | Finalista          |
| SF    | Semifinalista      |
| QF    | Quarti di Finale   |
| 3T    | Terzo turno        |
| 2T    | Secondo turno      |
| 1T    | Primo turno        |
| LQ    | Turno di Qualifica |
| A     | Assente            |

| Legenda superfici     |
| Cemento               |
| Terra rossa           |
| Erba                  |
| Superficie variabile1 |

| Torneo                              | 1999          | 2000          | 2001          | 2002          | 2003          | 2004          | 2005          | 2006          | 2007          | 2008          | 2009          | 2010          | 2011          | 2012          | 2013          | 2014          | 2015          | 2016        | 2017          | 2018          | 2019          | 2020          | 2021 | Titoli            | V-S               |
| ----------------------------------- | ------------- | ------------- | ------------- | ------------- | ------------- | ------------- | ------------- | ------------- | ------------- | ------------- | ------------- | ------------- | ------------- | ------------- | ------------- | ------------- | ------------- | ----------- | ------------- | ------------- | ------------- | ------------- | ---- | ----------------- | ----------------- |
| Grande Slam                         |               |               |               |               |               |               |               |               |               |               |               |               |               |               |               |               |               |             |               |               |               |               |      |                   |                   |
| Australian Open, Melbourne          | A             | A             | A             | 1T            | 1T            | 2T            | 2T            | F             | SF            | A             | 3T            | 1T            | A             | A             | 2T            | 2T            | 3T            | 2T          | 2T            | A             | V             | 1T            | 1T   | 1 / 16            | 25-15             |
| Roland Garros, Parigi               | A             | A             | A             | A             | A             | 3T            | 3T            | V             | SF            | 3T            | 3T            | 3T            | A             | 1T            | 3T            | 1T            | 3T            | 1T          | 1T            | 2T            | QF            | A             |      | 1 / 15            | 28-14             |
| Wimbledon, Londra                   | A             | A             | A             | A             | 2T            | 2T            | SF            | 3T            | SF            | F             | F             | 3T            | F             | 2T            | 1T            | 3T            | 2T            | A           | A             | 1T            | 2T            | ND            |      | 0 / 15            | 34–15             |
| US Open, New York                   | A             | A             | A             | A             | 2T            | 3T            | V             | SF            | 3T            | F             | SF            | A             | 1T            | A             | 2T            | A             | 1T            | 2T          | A             | SF            | 1T            | A             |      | 1 / 13            | 30-12             |
| Giochi Olimpici                     |               |               |               |               |               |               |               |               |               |               |               |               |               |               |               |               |               |             |               |               |               |               |      |                   |                   |
| Giochi Olimpici                     | ND            | A             | Non disputati | Non disputati | Non disputati | 1T            | Non disputati | Non disputati | Non disputati | 2T            | Non disputati | Non disputati | Non disputati | 1T            | Non disputati | Non disputati | Non disputati | 1T          | Non disputati | Non disputati | Non disputati | Non disputati |      | 0 / 4             | 1–4               |
| Torneo di fine anno                 |               |               |               |               |               |               |               |               |               |               |               |               |               |               |               |               |               |             |               |               |               |               |      |                   |                   |
| WTA Tour Championships              | A             | A             | A             | A             | A             | A             | V             | V             | A             | A             | SF            | A             | A             | A             | A             | A             | A             | A           | A             | A             | SF            | A             |      | 2 / 4             | 6–3               |
| WTA Premier Mandatory               |               |               |               |               |               |               |               |               |               |               |               |               |               |               |               |               |               |             |               |               |               |               |      |                   |                   |
| BNP Paribas Open, Indian Wells      | WTA Tier I    | WTA Tier I    | WTA Tier I    | WTA Tier I    | WTA Tier I    | WTA Tier I    | WTA Tier I    | WTA Tier I    | WTA Tier I    | WTA Tier I    | 2T            | F             | 2T            | QF            | 2T            | SF            | SF            | 1T          | 2T            | 1T            | 1T            | ND            |      | 0 / 11            | 16–11             |
| Sony Ericsson Open, Miami           | WTA Tier I    | WTA Tier I    | WTA Tier I    | WTA Tier I    | WTA Tier I    | WTA Tier I    | WTA Tier I    | WTA Tier I    | WTA Tier I    | WTA Tier I    | QF            | F             | A             | 2T            | A             | 1T            | 1T            | 2T          | 1T            | A             | F             | ND            |      | 0 / 8             | 12–8              |
| Mutua Madrileña Madrid Open, Madrid | Non disputato | Non disputato | Non disputato | Non disputato | Non disputato | Non disputato | Non disputato | Non disputato | Non disputato | Non disputato | SF            | 2T            | 2T            | 2T            | A             | 2T            | A             | A           | 2T            | A             | QF            | ND            |      | 0 / 7             | 8–7               |
| China Open, Pechino                 | Non disputato | Non disputato | Non disputato | Non disputato | Non disputato | WTA Tier II   | WTA Tier II   | WTA Tier II   | WTA Tier II   | WTA Tier II   | 2T            | A             | A             | 1T            | 1T            | 1T            | 1T            | A           | A             | A             | 3T            | ND            |      | 0 / 6             | 1–6               |
| WTA Premier 5                       |               |               |               |               |               |               |               |               |               |               |               |               |               |               |               |               |               |             |               |               |               |               |      |                   |                   |
| Dubai Tennis Championships, Dubai   | Non disputato | Non disputato | WTA Tier II   | WTA Tier II   | WTA Tier II   | WTA Tier II   | WTA Tier II   | WTA Tier II   | WTA Tier II   | WTA Tier II   | SF            | SF            | QF            | WTA Premier   | WTA Premier   | WTA Premier   | 2T            | WP          | A             | WP            | A             | WP            |      | 0 / 4             | 7–4               |
| Qatar Total Open, Doha              | Non disputato | Non disputato | WTA Tier III  | WTA Tier III  | WTA Tier III  | WTA Tier II   | WTA Tier II   | WTA Tier II   | WTA Tier II   | WTI           | Non disputato | Non disputato | WP            | 1T            | QF            | A             | WP            | A           | WP            | A             | WP            | A             |      | 0 / 2             | 2–2               |
| Internazionali BNL d'Italia, Roma   | WTA Tier I    | WTA Tier I    | WTA Tier I    | WTA Tier I    | WTA Tier I    | WTA Tier I    | WTA Tier I    | WTA Tier I    | WTA Tier I    | WTA Tier I    | 2T            | A             | A             | A             | 2T            | 1T            | 2T            | A           | 1T            | A             | QF            | A             |      | 0 / 6             | 3-6               |
| Rogers Cup, Montréal/Toronto        | WTA Tier I    | WTA Tier I    | WTA Tier I    | WTA Tier I    | WTA Tier I    | WTA Tier I    | WTA Tier I    | WTA Tier I    | WTA Tier I    | WTA Tier I    | F             | A             | A             | A             | A             | 1T            | A             | QF          | A             | A             | A             | ND            |      | 0 / 3             | 5–3               |
| Western & Southern Open, Cincinnati | Non disputato | Non disputato | Non disputato | Non disputato | Non disputato | WTA Tier II   | WTA Tier II   | WTA Tier II   | WTA Tier II   | WTA Tier II   | Assente       | Assente       | Assente       | Assente       | Assente       | Assente       | Assente       | Assente     | Assente       | Assente       | Assente       | Assente       |      | 0 / 0             | 0–0               |
| Toray Pan Pacific Open, Tokyo       | WTA Tier I    | WTA Tier I    | WTA Tier I    | WTA Tier I    | WTA Tier I    | WTA Tier I    | WTA Tier I    | WTA Tier I    | WTA Tier I    | WTA Tier I    | 1T            | A             | A             | A             | A             | WTA Premier   | WTA Premier   | WTA Premier | WTA Premier   | WTA Premier   | WTA Premier   | ND            |      | 0 / 1             | 0–1               |
| Wuhan Open, Wuhan                   | Non disputato | Non disputato | Non disputato | Non disputato | Non disputato | Non disputato | Non disputato | Non disputato | Non disputato | Non disputato | Non disputato | Non disputato | Non disputato | Non disputato | Non disputato | A             | 1T            | A           | A             | A             | 2T            | ND            |      | 0 / 2             | 1-2               |
| Statistiche carriera                |               |               |               |               |               |               |               |               |               |               |               |               |               |               |               |               |               |             |               |               |               |               |      |                   |                   |
| Finali disputate1                   | 0             | 0             | 0             | 0             | 0             | 1             | 8             | 12            | 5             | 3             | 3             | 2             | 2             | 0             | 2             | 0             | 0             | 0           | 0             | 1             | 2             | 0             | 0    | 41                | 41                |
| Tornei vinti1                       | 0             | 0             | 0             | 0             | 0             | 0             | 7             | 10            | 5             | 0             | 0             | 0             | 1             | 0             | 1             | 0             | 0             | 0           | 0             | 1             | 1             | 0             | 0    | 26                | 26                |
| Vittorie-Sconfitte                  | 0–1           | 1–4           | 34–5          | 47–21         | 19–22         | 21–20         | 48–18         | 64–13         | 38–7          | 23–12         | 27–16         | 15–7          | 14–7          | 5–9           | 16–10         | 10-11         | 14-10         | 6-9         | 6-8           | 9-4           | 22-16         | 3-4           | 0-3  | 442–237           | 442–237           |
| Vittorie (%)                        | –             | 20%           | 87%           | 69%           | 46%           | 51%           | 73%           | 83%           | 84%           | 66%           | 63%           | 68%           | 67%           | 36%           | 62%           | 48%           | 58%           | 40%         | 43%           | 69%           | 58%           | 43%           | 0%   | 65,09%            | 65,09%            |
| Ranking                             | -             | -             | 292           | 131           | 141           | 53            | 2             | 1             | 5             | 14            | 7             | 35            | 33            | 107           | 47            | 67            | 62            | 124         | 98            | 69            | 12            | 31            |      | Best ranking n° 1 | Best ranking n° 1 |

1 Solo nel circuito WTA

### Doppio misto
| Torneo          | 2002 | 2003 | 2004 | 2005 | 2006 | 2007 | 2008 | 2009 | 2010 | 2011 | 2012 | 2013 | 2014 | 2015 | 2016 | 2017 | 2018 | 2019 | 2020 | 2021 | Titoli | V-S   |
| --------------- | ---- | ---- | ---- | ---- | ---- | ---- | ---- | ---- | ---- | ---- | ---- | ---- | ---- | ---- | ---- | ---- | ---- | ---- | ---- | ---- | ------ | ----- |
| Australian Open | 1T   | A    | A    | V    | SF   | QF   | A    | A    | A    | A    | A    | 1T   | A    | A    | 2T   | SF   | 2T   | 2T   | 2T   | F    | 0 / 11 | 21-10 |
| Open di Francia | A    | A    | A    | SF   | A    | A    | A    | A    | A    | A    | A    | A    | A    | A    | A    | A    | A    | A    | ND   |      | 0 / 1  | 3-1   |
| Wimbledon       | A    | A    | A    | QF   | QF   | 3T   | V    | QF   | 3T   | 1T   | A    | A    | V    | A    | 1T   | A    | 1T   | 1T   | ND   |      | 0 / 11 | 18-9  |
| US Open         | A    | A    | A    | QF   | 1T   | A    | 2T   | A    | A    | A    | A    | A    | A    | A    | A    | A    | A    | SF   | ND   |      | 0 / 4  | 6-4   |
| Totale          | 0-1  | 0-0  | 0-0  | 12-3 | 5-3  | 3-2  | 7-1  | 1-1  | 1-1  | 0-1  | 0-0  | 0-1  | 5-0  | 0-0  | 1-2  | 3-1  | 1-2  | 4-3  | 1-1  | 4-1  | 0 / 27 | 48-24 |

## Vittorie contro giocatrici Top 10
| Stagione | 2006 | 2007 | 2008 | 2009 | 2010 | 2011 | 2012 | 2013 | 2014 | 2015 | 2016 | Totale |
| Vittorie | 1    | 1    | 0    | 5    | 5    | 9    | 2    | 3    | 4    | 0    | 1    | 31     |

| #    | Giocatrice              | Ranking | Evento                               | Superficie      | Turno | Punteggio           | Rank. SSR |
| ---- | ----------------------- | ------- | ------------------------------------ | --------------- | ----- | ------------------- | --------- |
| 2006 |                         |         |                                      |                 |       |                     |           |
| 1.   | Lindsay Davenport       | 10      | LA Championships, Los Angeles        | Cemento         | 2T    | 6(4)-7, 6-4, 6-3    | 37        |
| 2007 |                         |         |                                      |                 |       |                     |           |
| 2.   | Amélie Mauresmo         | 4       | Internazionali d'Italia, Roma        | Terra rossa     | 2T    | 7-5, 6(4)-7, 7-6(7) | 29        |
| 2009 |                         |         |                                      |                 |       |                     |           |
| 3.   | Dinara Safina           | 2       | Miami Open, Miami                    | Cemento         | 3T    | 6-1, 6-4            | 42        |
| 4.   | Elena Dement'eva        | 4       | Open di Francia, Parigi              | Terra rossa     | 3T    | 6-3, 4-6, 6-1       | 32        |
| 5.   | Serena Williams (1)     | 2       | Bank of the West Classic, Stanford   | Cemento         | QF    | 6-2, 3-6, 6-2       | 20        |
| 6.   | Svetlana Kuznecova      | 6       | Canadian Open, Toronto               | Cemento         | 2T    | 6-4, 6-3            | 17        |
| 7.   | Caroline Wozniacki (1)  | 6       | Japan Women's Open Tennis, Osaka     | Cemento         | SF    | 6-0, 4-6, 6-4       | 15        |
| 2010 |                         |         |                                      |                 |       |                     |           |
| 8.   | Jelena Janković (1)     | 8       | Miami Open, Miami                    | Cemento         | 4T    | 6-1, 7-6(9)         | 10        |
| 9.   | Serena Williams (2)     | 1       | Open di Francia, Parigi              | Terra rossa     | QF    | 6-2, 6(2)-7, 8-6    | 7         |
| 10.  | Jelena Janković (2)     | 4       | Open di Francia, Parigi              | Terra rossa     | SF    | 6-1, 6-2            | 7         |
| 11.  | Francesca Schiavone (1) | 6       | WTA Tour Championships, Doha         | Cemento         | RR    | 6-4, 6-4            | 7         |
| 12.  | Caroline Wozniacki (2)  | 1       | WTA Tour Championships, Doha         | Cemento         | RR    | 6-4, 6-3            | 7         |
| 2011 |                         |         |                                      |                 |       |                     |           |
| 13.  | Vera Zvonarëva (1)      | 3       | Stuttgart Open, Stoccarda            | Terra rossa (i) | QF    | 2-6, 6-3, 7-6(3)    | 7         |
| 14.  | Francesca Schiavone (2) | 5       | Internazionali d'Italia, Roma        | Terra rossa     | QF    | 6-2, 6-4            | 7         |
| 15.  | Li Na (1)               | 6       | Internazionali d'Italia, Roma        | Terra rossa     | SF    | 7-6(6), 6-0         | 7         |
| 16.  | Vera Zvonarëva (2)      | 3       | Eastbourne International, Eastbourne | Erba            | QF    | 4-6, 7-6(4), 6-4    | 10        |
| 17.  | Li Na (2)               | 6       | Canadian Open, Toronto               | Cemento         | 3T    | 6-2, 6-4            | 11        |
| 18.  | Li Na (3)               | 5       | Cincinnati Open, Cincinnati          | Cemento         | 3T    | 6-4, 3-6, 6-4       | 10        |
| 19.  | Vera Zvonarëva (3)      | 2       | US Open, New York                    | Cemento         | QF    | 6-3, 6-3            | 10        |
| 20.  | Marija Šarapova (1)     | 2       | WTA Tour Championships, Istanbul     | Cemento (i)     | RR    | 6-1, 7-5            | 7         |
| 21.  | Li Na (4)               | 5       | WTA Tour Championships, Istanbul     | Cemento (i)     | RR    | 6-1, 6-0            | 7         |
| 2012 |                         |         |                                      |                 |       |                     |           |
| 22.  | Marion Bartoli          | 7       | Qatar Ladies Open, Doha              | Cemento         | SF    | 6-3, rit.           | 5         |
| 23.  | Marija Šarapova (2)     | 2       | Pan Pacific Open, Tokyo              | Cemento         | QF    | 6-4, 7-6(10)        | 9         |
| 2013 |                         |         |                                      |                 |       |                     |           |
| 24.  | Petra Kvitová           | 8       | Internazionali d'Italia, Roma        | Terra rossa     | 3T    | 7-5, 2-6, 6-1       | 10        |
| 25.  | Agnieszka Radwańska     | 4       | Southern California Open, Carlsbad   | Cemento         | QF    | 7-5, 2-6, 6-3       | 13        |
| 26.  | Viktoryja Azaranka      | 3       | Southern California Open, Carlsbad   | Cemento         | F     | 6-2, 6-3            | 13        |
| 2014 |                         |         |                                      |                 |       |                     |           |
| 27.  | Dominika Cibulková (1)  | 10      | Madrid Open, Madrid                  | Terra rossa     | 1T    | 6-4, 6-0            | 19        |
| 28.  | Dominika Cibulková (2)  | 10      | Open di Francia, Parigi              | Terra rossa     | 3T    | 6-4, 6-4            | 18        |
| 29.  | Eugenie Bouchard        | 8       | Connecticut Open, New Haven          | Cemento         | 2T    | 6-2, 6-2            | 25        |
| 30.  | Caroline Wozniacki (3)  | 8       | China Open, Pechino                  | Cemento         | 2T    | 6-4, 7-6(9)         | 21        |
| 2016 |                         |         |                                      |                 |       |                     |           |
| 31.  | Simona Halep            | 6       | Open di Francia, Parigi              | Terra rossa     | 4T    | 7-6(0), 6-3         | 24        |